# Hạm đội Biển Đen
Hạm đội Biển Đen (tiếng Nga: Черноморский флот) là một đơn vị thuộc Hải quân Nga hoạt động ở Biển Đen và Địa Trung Hải kể từ thế kỷ 18. Hạm đội này đóng ở nhiều bến cảng khác nhau ở Biển Đen và duyên hải Biển Azov. Căn cứ chính của nó từ thế kỷ thứ 18 là thành phố cảng Sevastopol mà bây giờ thuộc Liên Bang Nga. Năm 2010 có 16,000 lính và trên 40 tàu đóng ở đây.

## Lịch sử

### Đế quốc Nga

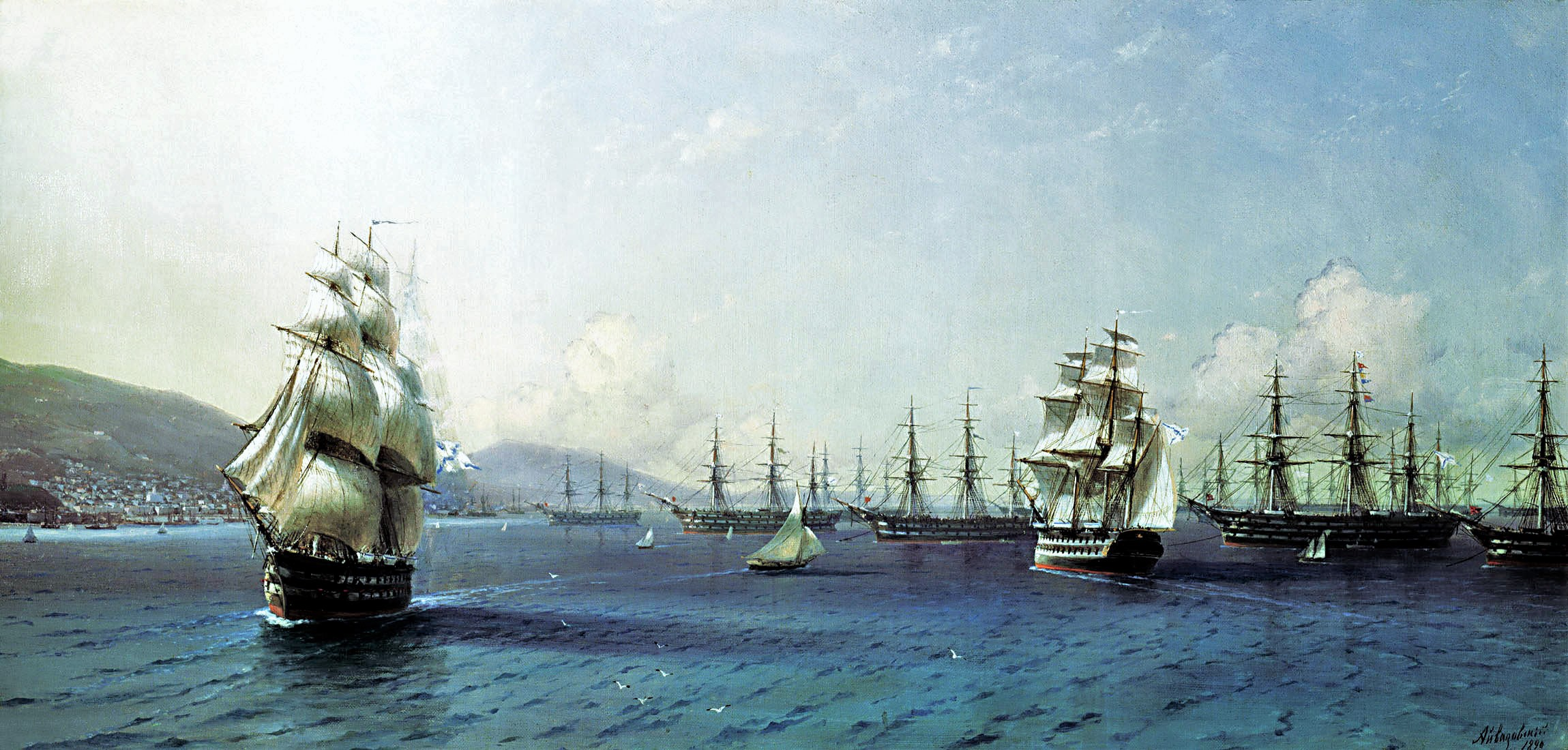
Hạm đội Biển Đen ở Feodosia trước cuộc chiến Krym. Bức tranh vẽ bởi Ivan Aivazovsky.

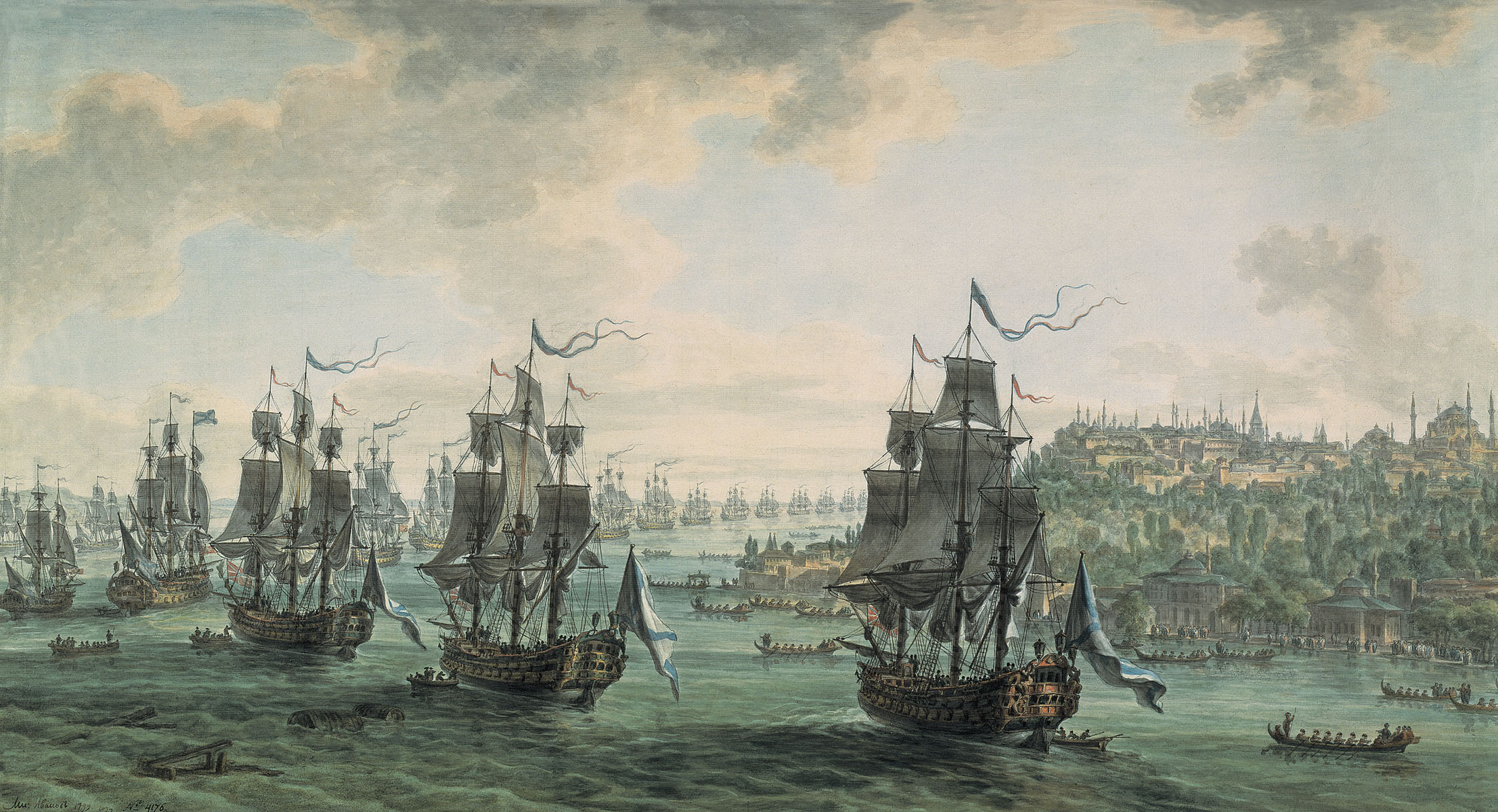
Đội hình hạm đội Nga dưới sự chỉ huy của Fyodor Ushakov đi qua eo biển Constantinople. Tranh Mikhail Ivanov.

Hạm đội Biển Đen được thành lập vào năm 1783 theo sắc lệnh của Nữ hoàng Yekaterina II sau khi Krym sáp nhập vào Đế quốc Nga. Lực lượng nòng cốt hạm đội bao gồm các tàu từ Hạm đội Azov và Hạm đội sông Dnieper, được thành lập trong cuộc chiến tranh Nga-Thổ Nhĩ Kỳ từ năm 1768 đến 1774.
Ngày 13 tháng 5 năm 1783, 11 tàu từ Hạm đội Azov tiến vào vịnh Akhtiar, nằm ở bờ biển phía tây nam bán đảo Krym, nơi sau này thành phố Sevastopol được xây dựng và trở thành căn cứ chính của hạm đội, đồng thời từ năm 1804 là cảng quân sự chính. Năm 1784, 17 tàu từ Hạm đội sông Dnieper cũng đã đến đây. Để kỷ niệm sự kiện này, hàng năm vào ngày 13 tháng 5 được tổ chức là Ngày thành lập Hạm đội Biển Đen.
Năm 1785, biên chế đầu tiên Hạm đội Biển Đen đã được phê chuẩn, bao gồm 12 tàu chiến tuyến, 20 tàu hộ tống, 5 tàu hai buồm, 24 tàu vận tải và 13,500 nhân sự. Để quản lý hạm đội, một cơ quan Hải quân Biển Đen đã được thành lập tại Kherson.
Hạm đội phát triển và mở rộng nhanh chóng, và đến năm 1787, nó đã có 3 tàu chiến tuyến, 12 tàu hộ tống, 3 tàu pháo, và 28 tàu chiến khác.
Năm 1787, Đế quốc Ottoman, không chấp nhận việc mất bán đảo Crimea, đã đưa ra tối hậu thư yêu cầu Nga trả lại bán đảo. Nga từ chối yêu cầu này. Chiến tranh Nga-Thổ Nhĩ Kỳ bắt đầu từ đó, trong đó Hạm đội Biển Đen đã tham gia trận chiến đầu tiên và gây ra những tổn thất lớn cho hải quân Ottoman, bất chấp ưu thế số lượng đáng kể.
Trong Chiến tranh Crimea, hải đội của Hạm đội Biển Đen đã giành được chiến thắng lẫy lừng tại vịnh Sinop (ngày 18 tháng 11 năm 1853), đánh bại 15 trong số 16 tàu chiến Ottoman. Trong cuộc phòng thủ Sevastopol, các thủy thủ Biển Đen đã lên bờ và đánh đắm tàu của mình, chiến đấu dũng cảm trên các pháo đài thành phố trong 349 ngày.
Thất bại trong Chiến tranh Crimea và các điều khoản bất lợi từ Hòa ước Paris năm 1856 đã tước đi khả năng duy trì hạm đội quân sự và các công trình phòng thủ hải quân của Nga trên Biển Đen. Tuy nhiên, sau Chiến tranh Pháp-Phổ (1870-1871), dẫn đến sự sụp đổ chế độ quân chủ Pháp, chính phủ Nga bắt đầu từng bước khôi phục sự hiện diện quân sự của mình trong khu vực.
Dù vậy, khi Chiến tranh Nga-Thổ Nhĩ Kỳ (1877-1878) bùng nổ, Nga vẫn không có một hạm đội đầy đủ trên Biển Đen, rơi vào thế bất lợi so với đối thủ. Kết quả là vào tháng 5 năm 1877, một hải đội gồm 5 thiết giáp hạm Thổ Nhĩ Kỳ đã tiến đến Sukhum mà không gặp trở ngại, oanh tạc mạnh mẽ và buộc quân Nga phải rút khỏi thành phố cho đến cuối tháng 8.

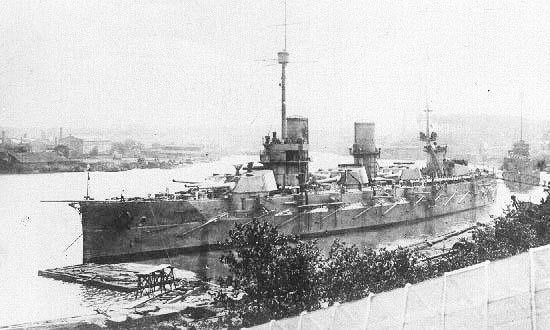
Thiết giáp hạm "Volya", trước đây là "Imperator Aleksandr III", ở Sevastopol

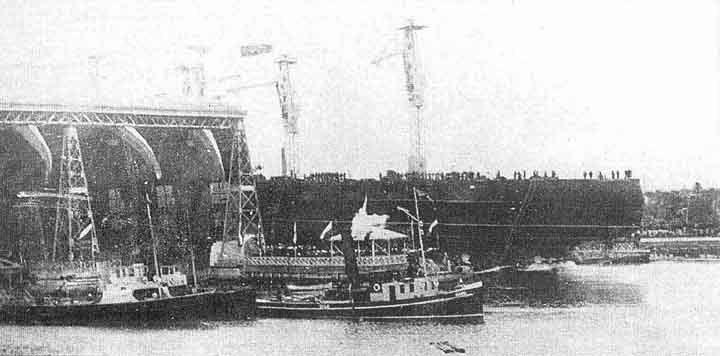
Lễ hạ thủy hạ thủy chiến hạm "Imperator Nikolai I"

Trong nửa cuối những năm 1880, trong khuôn khổ chương trình đóng tàu 20 năm được chính phủ thông qua vào năm 1881, việc đóng một loạt thiết giáp hạm barbette chạy bằng hơi nước cho Hạm đội Biển Đen đã được khởi động. Từ năm 1889 đến năm 1894, các thiết giáp hạm barbette cùng loại "Ekaterina II", "Chesma", "Sinop" và "Georgy Pobedonosets" đã được đưa vào hoạt động. Năm 1892, thiết giáp hạm barbette "Dvenadtsat Apostolov" với thiết kế khác biệt cũng được hạ thủy. Đến đầu thế kỷ XX, chúng được bổ sung bởi các thiết giáp hạm tháp pháo hiện đại hơn như "Tri Sviatitelia", "Rostislav", tuần dương hạm "Pamyat Merkuriya", cùng nhiều tàu khu trục và tàu tuần dương rải mìn.
Năm 1905, hạm đội bị ảnh hưởng bởi cuộc cách mạng. Những sự kiện đáng chú ý trong giai đoạn này bao gồm cuộc nổi dậy thủy thủ trên thiết giáp hạm "Knyaz Potemkin-Tavrichesky" và cuộc khởi nghĩa Sevastopol.
Trước khi Chiến tranh Thế giới thứ nhất bùng nổ, ngoài các thiết giáp hạm đã đề cập trước đó, Hạm đội Biển Đen còn có các thiết giáp hạm chạy bằng hơi nước "Panteleimon" (trước đây là "Knyaz Potemkin-Tavrichesky"), "Ioann Zlatoust" và "Evstafiy", các tuần dương hạm bọc thép "Ochakov", "Pamyat Merkuriya-II" (trước đây là "Kagul"), và "Almaz". Các thiết giáp hạm dreadnought hiện đại nhất như "Imperatritsa Mariya", "Imperator Aleksandr III", "Imperatritsa Ekaterina Velikaya" cùng các tàu ngầm và tàu khu trục lớp "Novik" đang được hoàn thiện. Đến đầu Chiến tranh Thế giới thứ nhất (1914-1918), Hạm đội Biển Đen có 46 tàu chiến thuộc các loại khác nhau (gần bằng một phần ba so với Hạm đội Baltic). Hạm đội bao gồm 7 thiết giáp hạm, 2 tuần dương hạm, 13 tàu khu trục, 13 tàu phóng lôi, 5 tàu ngầm, 3 pháo hạm, 2 tàu rải mìn, 1 tàu thông tin, cùng một số lượng lớn tàu hỗ trợ.
Trong Chiến tranh Thế giới thứ nhất, Hạm đội Biển Đen là một lực lượng đáng gờm, kiểm soát toàn bộ vùng biển Đen và hỗ trợ các mặt trận Romania và Kavkaz. Trong các chiến dịch tiến vào eo biển Bosphorus và bờ biển Thổ Nhĩ Kỳ, hạm đội phối hợp với không quân đã thực hiện thành công nhiều chiến dịch quân sự, đánh chìm và chiếm giữ các tàu chiến của đối phương. Đến năm 1917, Hạm đội Biển Đen đã có 177 tàu chiến, bao gồm 2 thiết giáp hạm, cùng các hạm đội vận tải, tàu ngầm và tàu phóng lôi. Tính đến ngày 1 tháng 1 năm 1917, quân số của hạm đội bao gồm 41.914 thủy thủ (theo thống kê của S. Khesin, các tác giả khác đưa ra con số khác) và 1.463 sĩ quan hải quân. Tuy nhiên, Cách mạng Tháng Hai đã gây ra một đòn giáng mạnh vào khả năng chiến đấu của hạm đội, và sau Cách mạng Tháng Mười, Hạm đội Biển Đen hoàn toàn mất khả năng chiến đấu. Đêm ngày 30 tháng 11 năm 1917, vụ sát hại sĩ quan đầu tiên bởi cấp dưới đã xảy ra, và đêm ngày 16 tháng 12 năm 1917, hai nhóm sĩ quan (15 người) đã bị thủy thủ xử bắn tại đồi Malakhov.

### Liên Xô

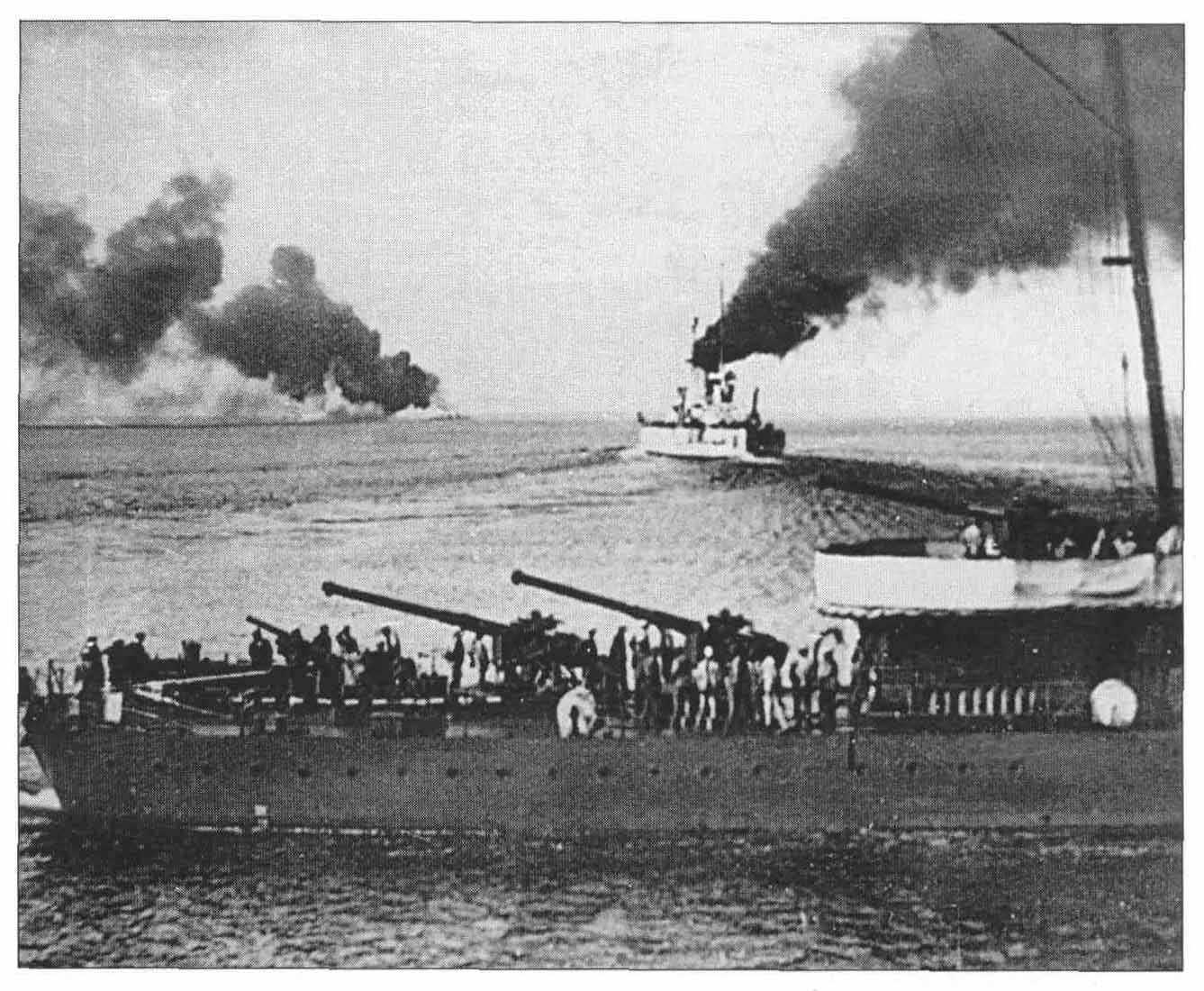
Thiết giáp hạm "Volya" rời khỏi Novorossiysk ngày 17 tháng 6 năm 1918. Ở tiền cảnh là tàu khu trục "Kerch" được để lại để đánh đắm.

Thủy thủ Hạm đội Biển Đen vào đầu năm 1918 đã tích cực đấu tranh để thiết lập chính quyền Xô viết, sau đó tham gia vào cuộc chiến chống lại quân đội Đức đang tiến công. Đêm ngày 23 tháng 2 năm 1918, hàng nghìn thủy thủ đã tiến hành "Đêm Thánh Barthélemy" tại Sevastopol chống lại các sĩ quan, tướng lĩnh và những người giàu có trong thành phố, những người đã trốn tránh việc đóng góp cách mạng: tổng cộng hàng trăm người đã bị bắt và xử bắn, bao gồm 40 sĩ quan và tướng lĩnh. Phần lớn các tàu chiến đã được chuyển đến Novorossiysk và sau đó bị đánh đắm để ngăn chặn việc chúng rơi vào tay quân Đức. Hạm đội Biển Đen trên thực tế đã bị tiêu diệt. Trong thời kỳ Nội chiến, Hạm đội Biển Đen phe Bạch vệ được thành lập, tích cực tham gia hỗ trợ Quân đội Tình nguyện Nam Nga (VSYuR), và sau đó là Quân đội Nga. Hạm đội Biển Đen đã thực hiện việc di tản quân đội và người tị nạn khỏi Crimea. Trong quá trình di tản, hơn 130 tàu đã rời khỏi Sevastopol.

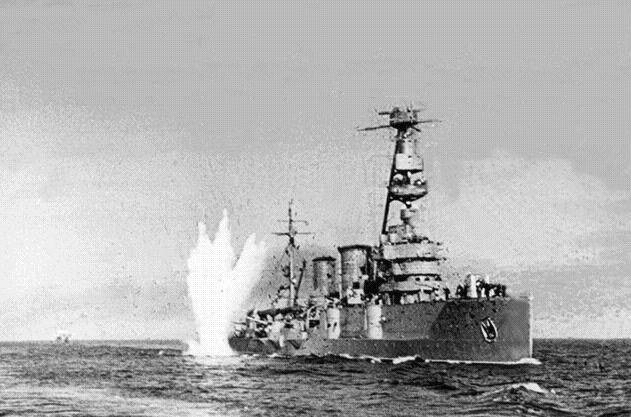
Tàu tuần dương "Krasny Krym" (Crimea Đỏ) Hạm đội Biển Đen Liên Xô dưới hỏa lực Đức Quốc xã khi đột phá vào Sevastopol bị bao vây, năm 1942.

Năm 1921, việc xây dựng Hạm đội Biển Đen Xô viết bắt đầu. Trong giai đoạn 1920-1921, các tàu pháo loại "Elpidifor" được đóng tại các xưởng đóng tàu Nikolaev trong Thế chiến thứ nhất với vai trò là tàu vận chuyển đổ bộ đã được hoàn thiện: "Krasnaya Abkhaziya", "Krasnaya Adzhariya", "Krasnaya Gruziya" và "Krasny Krym". Đến ngày 7 tháng 11 năm 1923, tàu tuần dương bọc thép "Kagul" đã được đại tu và đưa trở lại biên chế chiến đấu của hạm đội, sau đó được đổi tên thành "Komintern" vào ngày 31 tháng 12 năm 1922.
Từ năm 1929 đến năm 1937, Hạm đội Biển Đen được trang bị vũ khí mạnh mẽ — hơn 500 tàu chiến và tàu cao tốc các loại đã được đóng, hàng trăm máy bay chiến đấu được sản xuất, lực lượng không quân, phòng thủ bờ biển và hệ thống phòng không được thiết lập. Do đó, khi Đức Quốc xã tấn công, Hạm đội Biển Đen đã sẵn sàng chiến đấu, và chính sự sẵn sàng chiến đấu cao độ của hạm đội đã làm thất bại nỗ lực từ Đức Quốc xã nhằm vô hiệu hóa lực lượng chính của hạm đội trong những ngày đầu tiên chiến tranh.

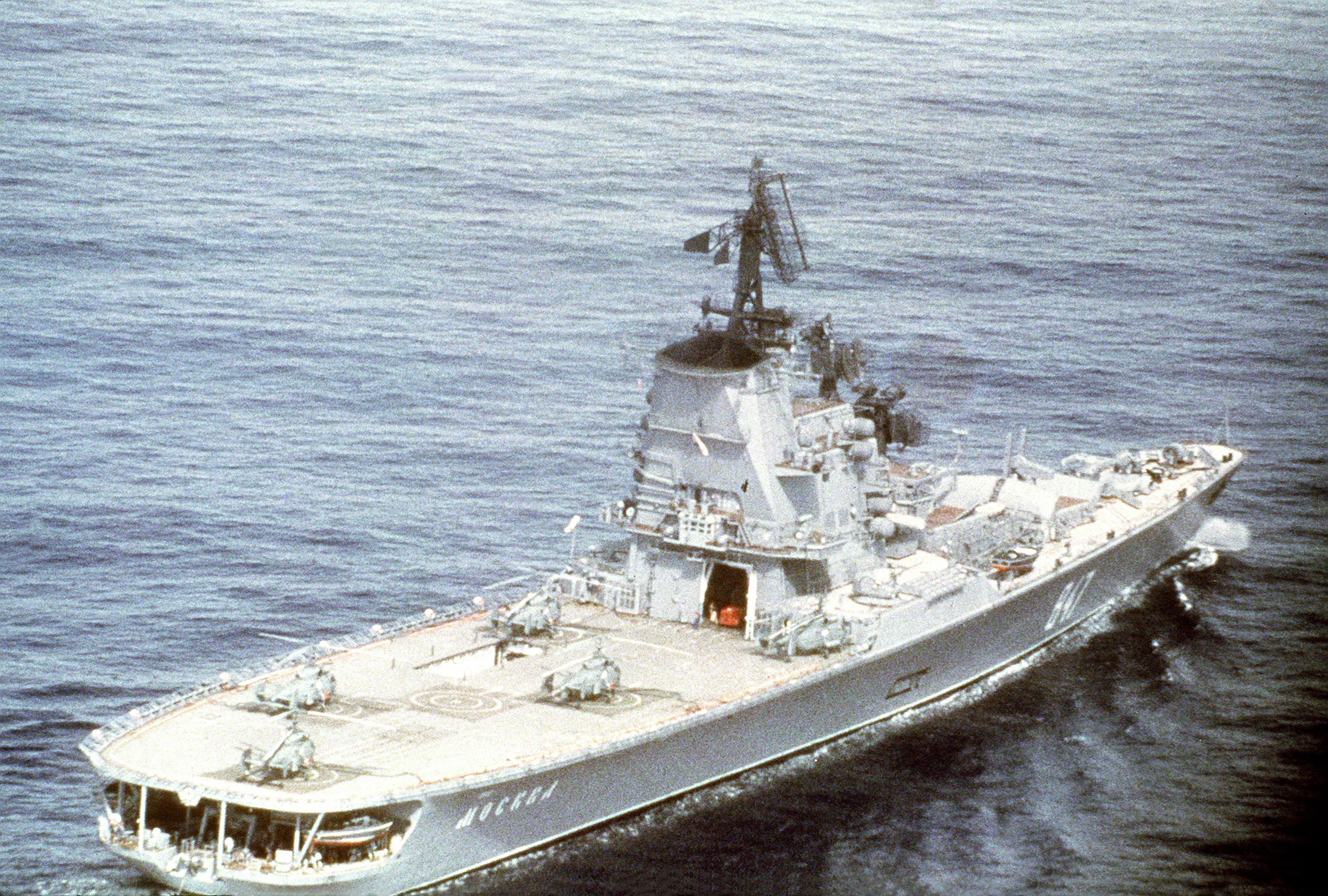
Tàu sân bay trực thăng lớp Moskva

Vào đầu Chiến tranh Vệ quốc Vĩ đại (1941-1945), Hạm đội Biển Đen bao gồm các tàu chiến chủ lực như thiết giáp hạm "Paris Commune", các tàu tuần dương "Voroshilov", "Molotov", "Krasny Kavkaz", "Krasny Krym", "Chervona Ukraina", 3 tàu chỉ huy, 14 tàu khu trục, 47 tàu ngầm, 15 tàu quét mìn, 4 tàu pháo, 2 tàu hộ tống, 1 tàu rải mìn, 34 tàu phóng lôi, 10 tàu săn ngầm và các tàu hỗ trợ khác. Lực lượng không quân hạm đội có 625 máy bay. Trên Biển Đen, lực lượng này đối mặt với 17 tàu chiến của phe Trục.
Hạm đội Biển Đen trong tình trạng sẵn sàng chiến đấu cao nhất khi phát xít Đức tấn công. Những chiến công nổi bật của hạm đội bao gồm việc phòng thủ Odessa, Sevastopol, chiến dịch đổ bộ Kerch-Feodosiya, phòng thủ Kavkaz, và giải phóng Novorossiysk. Sau thất bại cuộc đột kích vào Yalta vào ngày 6 tháng 10 năm 1943 (dẫn đến việc mất tàu chỉ huy "Kharkov" và hai tàu khu trục), tất cả các tàu lớn Hạm đội Biển Đen đã được chuyển vào lực lượng dự bị thuộc Bộ Tổng tư lệnh Tối cao và không còn tham gia các hoạt động chiến đấu nữa. Hạm đội đã thực hiện 24 chiến dịch đổ bộ, đánh chìm 835 tàu đối phương và làm hư hại 539 tàu khác.
Tinh thần anh dũng và trình độ tác chiến cao của các thủy thủ là yếu tố then chốt trong chiến thắng của Hạm đội Biển Đen trong Chiến tranh Vệ quốc Vĩ đại. Hơn 200 thủy thủ Biển Đen đã được phong tặng danh hiệu Anh hùng Liên Xô, và 54.766 người được trao tặng huân chương, huy chương.
Với những thành tích chiến đấu xuất sắc, Hạm đội Biển Đen đã được trao tặng Huân chương Cờ đỏ theo sắc lệnh của Đoàn Chủ tịch Xô viết Tối cao Liên Xô vào ngày 7 tháng 5 năm 1965.
Trong những năm sau chiến tranh, Hạm đội Biển Đen được trang bị các tàu chiến và thiết bị quân sự hiện đại, cho phép hạm đội thực hiện các chuyến đi biển dài ngày và thực hiện các nhiệm vụ huấn luyện chiến đấu nhằm bảo vệ lợi ích quốc gia của Liên Xô trên biển.
Từ năm 1956 đến 1961, Hạm đội Biển Đen đã chỉ huy Lữ đoàn tàu ngầm số 40 đóng tại vịnh Vlorë, Albania — đây là đơn vị tiền phương đầu tiên của Hải quân Liên Xô đặt căn cứ gần khu vực NATO ở Địa Trung Hải.
Năm 1991, Hạm đội Biển Đen có khoảng 100.000 quân nhân và 60.000 nhân viên dân sự, bao gồm 835 tàu chiến và tàu hỗ trợ thuộc mọi loại, trong đó có 28 tàu ngầm, 2 tuần dương hạm chống ngầm, 6 tuần dương hạm tên lửa và tàu chống ngầm hạng nặng, 20 tàu khu trục chống ngầm hạng nhẹ, 40 tàu hộ vệ, 30 tàu tên lửa nhỏ, 70 tàu quét mìn, 50 tàu và xuồng đổ bộ, cùng hơn 400 máy bay hải quân. Hạm đội có hai sư đoàn tàu chiến (chống ngầm và đổ bộ), một sư đoàn tàu ngầm, hai sư đoàn không quân (tiêm kích và máy bay mang tên lửa tấn công hải quân), một sư đoàn phòng thủ bờ biển và nhiều lữ đoàn, trung đoàn độc lập. Biên đội Địa Trung Hải luôn trong trạng thái sẵn sàng chiến đấu, với khoảng 100 tàu chiến đi qua các eo biển Biển Đen để tiến ra đại dương mỗi năm. Hệ thống căn cứ hạm đội trải dài từ Izmail đến Batumi (bao gồm Izmail, Odessa, Nikolaev, Ochakov, Kiev, Chernomorsk, Donuzlav, Sevastopol, Feodosia, Kerch, Novorossiysk, Poti, v.v.), với các đơn vị đồn trú trên lãnh thổ Nga, Ukraine, Moldova và Gruzia.

### Hậu Xô viết

Cờ hiệu hải quân Hạm đội Biển Đen từ 9/1992 đến 12/1995.

Liên Xô tan rã và giai đoạn bất ổn chính trị, kinh tế sau đó đã trở thành một đòn giáng mạnh vào Hạm đội Biển Đen Liên Xô. Vấn đề chính trị-quân sự Hạm đội Biển Đen trở nên gắn chặt với lãnh thổ căn cứ chính Hạm đội — thành phố Sevastopol — và tình hình chính trị-sắc tộc tiềm ẩn xung đột ở Crimea, nơi đa số người dân ủng hộ việc sáp nhập vào Nga. Điều này đã tạo nên sự phức tạp đặc biệt trong việc tìm kiếm các giải pháp chính trị cho vấn đề. Theo đánh giá từ các chuyên gia, việc lựa chọn con đường chính trị để giải quyết vấn đề Hạm đội Biển Đen và Sevastopol có ảnh hưởng lớn đến sự ổn định và hòa hợp dân tộc trong khu vực Biển Đen và Kavkaz nói chung.
Vấn đề về tình trạng pháp lý Hạm đội Biển Đen, nảy sinh ở cấp độ liên quốc gia vào cuối năm 1991 và đầu năm 1992, ngay lập tức dẫn đến sự đối đầu và cuộc khủng hoảng kéo dài trong quan hệ Nga-Ukraine.
Trong các sự kiện năm 1991, cùng với "cuộc diễu hành chủ quyền" từ các nước cộng hòa thuộc Liên Xô cũ, nguyên tắc "các quốc gia độc lập mới có lực lượng vũ trang riêng" bắt đầu được thực hiện. Quá trình phân chia tài sản và xác định quyền sở hữu di sản Liên Xô diễn ra đặc biệt căng thẳng ở Ukraine. Nguy cơ từ tình hình này chủ yếu xuất phát từ việc sau khi Liên Xô tan rã, phần lớn vũ khí và cơ sở vật chất Hạm đội Biển Đen – một trong những lực lượng chiến lược lớn nhất Hải quân Liên Xô – vẫn nằm trên lãnh thổ Ukraine với tình trạng pháp lý chưa rõ ràng.
Ngày 24 tháng 8 năm 1991, Ukraine, theo "Tuyên bố Độc lập" và kết quả trưng cầu dân ý toàn Ukraine, bắt đầu xây dựng một nhà nước độc lập có chủ quyền, với lực lượng vũ trang riêng làm bảo đảm cho an ninh và toàn vẹn lãnh thổ. Theo nghị quyết của Tối cao Xô viết Ukraine "Về các đơn vị quân đội trên lãnh thổ Ukraine", tất cả các đơn vị quân đội đóng trên lãnh thổ Ukraine đều chính thức thuộc quyền kiểm soát của Tối cao Xô viết Ukraine. Tháng 10 năm 1991, Quốc hội Ukraine đã thông qua quyết định về việc đặt Hạm đội Biển Đen dưới quyền kiểm soát của Ukraine.
Ngày 6 tháng 12, Quốc hội Ukraine đã thông qua luật "Về Lực lượng Vũ trang" và "Về Quốc phòng", chính thức tuyên bố thành lập lực lượng vũ trang quốc gia trên cơ sở các đơn vị thuộc Quân đội Liên Xô từng đóng quân trên lãnh thổ Ukraine.
Ngày 30 tháng 12 năm 1991, tại Minsk, một cuộc gặp gỡ giữa các nguyên thủ quốc gia thuộc Cộng đồng các Quốc gia Độc lập (SNG) đã diễn ra. Trong cuộc họp này, các quốc gia thành viên SNG đã ký kết một loạt văn kiện về các vấn đề quân sự, theo đó Bộ Quốc phòng Liên Xô cũ sẽ bị giải thể và thay vào đó là Bộ Tư lệnh Tối cao Lực lượng Vũ trang SNG. Các quốc gia SNG được quyền thành lập lực lượng vũ trang riêng trên cơ sở các đơn vị quân đội Liên Xô đóng trên lãnh thổ của họ, ngoại trừ những lực lượng được coi là "lực lượng chiến lược" vẫn sẽ thuộc quyền chỉ huy chung của SNG.
Mặc dù Hạm đội Biển Đen có vị thế là một đơn vị chiến lược - tác chiến, chỉ có thể hoạt động hiệu quả khi duy trì được cơ cấu thống nhất, nhưng giới lãnh đạo chính trị Ukraine lại diễn giải các thỏa thuận Minsk theo cách khác và ngay từ đầu đã hướng đến việc chia cắt hạm đội. Điều này vấp phải sự phản đối mạnh mẽ từ phía Nga, đội ngũ chỉ huy và binh sĩ Hạm đội Biển Đen, cũng như phần lớn người dân Crimea và Sevastopol vốn có quan điểm thân Nga. Một cuộc đối đầu kéo dài hơn năm năm đã bắt đầu.
Ngày 5 tháng 4 năm 1992, Tổng thống Ukraine Leonid Kravchuk đã ký Sắc lệnh "Về việc chuyển Hạm đội Biển Đen sang quyền quản lý hành chính của Bộ Quốc phòng Ukraine". Ngày 7 tháng 4 năm 1992, Tổng thống Liên bang Nga Boris Yeltsin đã ban hành Sắc lệnh "Về việc chuyển Hạm đội Biển Đen sang thẩm quyền của Liên bang Nga". "Cuộc chiến sắc lệnh" kết thúc bằng cuộc gặp giữa hai tổng thống vào ngày 23 tháng 6 năm 1992 tại Dagomys. Hai bên đã ký kết một thỏa thuận về việc phát triển hơn nữa quan hệ liên quốc gia, trong đó nhấn mạnh sự cần thiết phải tiếp tục quá trình đàm phán để thành lập Hải quân Nga và Hải quân Ukraine trên cơ sở Hạm đội Biển Đen.
Ngày 3 tháng 8 năm 1992, gần Yalta đã diễn ra cuộc đàm phán cấp cao giữa Nga và Ukraine. Tổng thống hai nước ký kết thỏa thuận về nguyên tắc thành lập Hải quân Nga và Hải quân Ukraine trên cơ sở Hạm đội Biển Đen Liên Xô cũ. Theo thỏa thuận này, Hạm đội Biển Đen trở thành Hạm đội Liên hợp Nga và Ukraine dưới sự chỉ huy chung. Hai bên thống nhất rằng trong vòng ba năm, vấn đề phân chia Hạm đội Biển Đen sẽ được giải quyết.
Tuy nhiên, tình trạng pháp lý chưa rõ ràng của hạm đội tiếp tục là nguồn gốc gây căng thẳng giữa hai quốc gia. Theo các nguồn tin, mối quan hệ giữa quân nhân thuộc hải quân Ukraine và Nga vẫn rất căng thẳng, đôi khi dẫn đến các cuộc đối đầu thể chất. Tình hình trên bán đảo Crimea vào các năm 1993-1994 đứng trước nguy cơ bùng phát xung đột vũ trang giữa Nga và Ukraine.
Sự căng thẳng này dần được giảm bớt nhờ các thỏa thuận song phương giữa Nga và Ukraine, theo đó Hạm đội Biển Đen Liên Xô được chia tách, dẫn đến việc thành lập Hạm đội Biển Đen Nga và Hải quân Ukraine với các căn cứ riêng biệt trên lãnh thổ Ukraine.
Ngày 15 tháng 4 năm 1994, tại Moskva, Tổng thống Nga Boris Yeltsin và Tổng thống Ukraine Leonid Kravchuk ký kết Thỏa thuận về việc giải quyết từng bước vấn đề Hạm đội Biển Đen, theo đó Hải quân Ukraine và Hạm đội Biển Đen Nga được bố trí căn cứ riêng.
Ngày 9 tháng 6 năm 1995, Tổng thống Nga Boris Yeltsin và Tổng thống Ukraine Leonid Kuchma ký kết Thỏa thuận về việc bố trí căn cứ riêng biệt cho Hạm đội Biển Đen Nga và Hải quân Ukraine.
Ngày 28 tháng 5 năm 1997, trong khuôn khổ chuẩn bị ký kết "Hiệp ước lớn" về hữu nghị và hợp tác, các nhà lãnh đạo chính phủ Nga và Ukraine đã ký tại Kyiv ba thỏa thuận liên quan đến Hạm đội Biển Đen:  
1. Thỏa thuận giữa Liên bang Nga và Ukraine về các thông số phân chia Hạm đội Biển Đen, trong đó quy định quy mô Hạm đội Biển Đen Nga là 25.000 quân.
2. Thỏa thuận giữa Liên bang Nga và Ukraine về quy chế và điều kiện hiện diện Hạm đội Biển Đen Liên bang Nga trên lãnh thổ Ukraine.
3. Thỏa thuận giữa Chính phủ Liên bang Nga và Chính phủ Ukraine về việc thanh toán liên quan đến việc phân chia Hạm đội Biển Đen và sự hiện diện Hạm đội Biển Đen Liên bang Nga trên lãnh thổ Ukraine.

Kết quả của các cuộc đàm phán về việc phân chia hạm đội, phía Ukraine nhận được 30 tàu chiến và xuồng tuần tra, 1 tàu ngầm, 6 tàu chuyên dụng, cùng với 28 tàu hỗ trợ (tổng cộng 67 chiếc) và 90 máy bay chiến đấu. Trong khi đó, Nga nhận được 338 tàu chiến và tàu hỗ trợ, cùng với 106 máy bay và trực thăng.
Theo "Thỏa thuận về quy chế và điều kiện hiện diện Hạm đội Biển Đen Nga trên lãnh thổ Ukraine", Nga được phép duy trì ba căn cứ trên lãnh thổ Ukraine: Sevastopol (bao gồm các vịnh Sevastopolskaya, Yuzhnaya, Karantinnaya, Kazachya), Feodosia, Nikolayev (tạm thời), nơi đóng và sửa chữa tàu Nga. Nga cũng thuê một số khu vực chiến lược trong 20 năm, bao gồm: Vịnh chính Sevastopolskaya có các bến neo đậu hơn 30 tàu chiến, Vịnh Karantinnaya nơi đóng quân lữ đoàn tàu tên lửa và trường huấn luyện thợ lặn, Vịnh Kazachya nơi đặt lữ đoàn lính thủy đánh bộ, Vịnh Yuzhnaya, Vịnh Streletskaya nơi các tàu hải quân Nga và Ukraine cùng đồn trú.
Nga cũng đã nhận được quyền thuê kho đạn dược chính, căn cứ tên lửa của Hạm đội Biển Đen, bãi tập đổ bộ và hai sân bay: Hvardiiske gần Simferopol và Kacha gần Sevastopol. Ukraine đồng ý để Hạm đội Biển Đen Nga sử dụng các cơ sở hải quân tại Crimea ngoài Sevastopol, bao gồm trung tâm thử nghiệm số 31 ở Feodosia, các trạm liên lạc vô tuyến ở Yalta và Sudak, cũng như một viện điều dưỡng quân sự tại Crimea.
Theo các thỏa thuận, Nga được phép duy trì không quá 25.000 binh sĩ tại Ukraine, 24 hệ thống pháo có cỡ nòng trên 100 mm, 132 xe bọc thép, 22 máy bay chiến đấu không quân hải quân đóng trên đất liền, và số lượng tàu chiến không được vượt quá 388 chiếc. Tại các sân bay thuê ở Hvardiiske và Sevastopol (Kacha), Nga có thể triển khai tối đa 161 máy bay. Nga cũng cam kết không triển khai vũ khí hạt nhân trong thành phần Hạm đội Biển Đen trên lãnh thổ Ukraine.
Các thỏa thuận song phương năm 1997 quy định điều kiện thuê căn cứ Hạm đội Biển Đen trên lãnh thổ Ukraine, bao gồm khoản tiền thuê hàng năm trị giá 97,75 triệu USD, được thanh toán bằng cách Nga giảm nợ công cho Ukraine. Thời hạn đồn trú Hạm đội Biển Đen Nga tại Ukraine được ấn định đến ngày 28/5/2017.
Ukraine đồng ý chuyển giao phần lớn Hạm đội Biển Đen cho Nga, chỉ giữ lại 18% số tàu. Năm 2014, việc kiểm soát căn cứ quân sự tại Sevastopol giúp Nga nhanh chóng chiếm giữ Crimea chỉ trong vài ngày.
Quá trình phân chia di sản Hạm đội Biển Đen Liên Xô cũ và việc hình thành Hải quân Ukraine cùng Hạm đội Biển Đen Nga về cơ bản đã hoàn tất vào năm 2000. Khi đó, vấn đề quy chế Sevastopol với tư cách là căn cứ hải quân chính cả hai hạm đội tại Biển Đen cũng được giải quyết chính thức.
Quan hệ với Gruzia trong những năm đó cũng không suôn sẻ. Từ tháng 11 đến tháng 12 năm 1992, lực lượng Hạm đội Biển Đen, không có sự hỗ trợ nào từ chính quyền Moskva và bất chấp sự phản đối từ chính quyền Gruzia, đã tiến hành sơ tán toàn bộ nhân sự căn cứ hải quân Nga, các gia đình quân nhân và phần lớn dân cư nói tiếng Nga tại thành phố Poti bằng đường biển.

### Putin nắm quyền

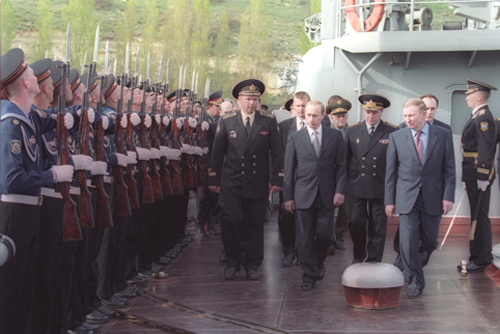
Vladimir Putin trên tàu tuần dương tên lửa Moskva của Nga cùng với Tổng thống Ukraine Leonid Kuchma vào năm 2000.

Theo "Học thuyết Hàng hải Liên bang Nga đến năm 2020", được Tổng thống Nga Vladimir Putin phê duyệt vào ngày 27/7/2001, việc bảo vệ lãnh thổ Nga từ hướng biển, bảo vệ chủ quyền đối với vùng nội thủy và lãnh hải, bao gồm khu vực Biển Đen, được xác định là "ưu tiên hàng đầu quốc gia". Tài liệu này đặt mục tiêu duy trì căn cứ Hạm đội Biển Đen tại Sevastopol trong dài hạn.
Tại Hội nghị về các vấn đề quân sự - ngoại giao khu vực Azov - Biển Đen, diễn ra vào ngày 17/9/2003, Vladimir Putin nhấn mạnh rằng khu vực này là vùng lợi ích chiến lược của Nga, đảm bảo lối ra trực tiếp của Nga đến các tuyến vận tải toàn cầu quan trọng, bao gồm cả các tuyến năng lượng. Để củng cố vị thế của Nga trong khu vực, quyết định đã được đưa ra về việc thành lập thêm một căn cứ Hạm đội Biển Đen tại Novorossiysk. Đồng thời, Nga khẳng định rằng việc phát triển hệ thống căn cứ Hạm đội Biển Đen trên bờ biển Kavkaz "không có nghĩa là chúng tôi sẽ từ bỏ căn cứ chính tại Sevastopol".
Ngày 17/9/2003, Hạm đội Biển Đen được trao Bằng danh dự của Hội đồng Thành phố Moskva vì những đóng góp trong công tác giáo dục quân sự - yêu nước cho thanh niên.
Ngày 21/4/2010, tổng thống Nga và Ukraine đã ký Thỏa thuận Kharkiv nhằm gia hạn thời gian thuê căn cứ Hạm đội Biển Đen tại Crimea thêm 25 năm (sau năm 2017), với khả năng gia hạn thêm 5 năm nữa, đến giai đoạn 2042–2047.
Ngày 27/4/2010, Duma Quốc gia Nga và Verkhovna Rada Ukraine đã phê chuẩn thỏa thuận về Hạm đội Biển Đen. Quá trình phê chuẩn tại Ukraine diễn ra trong bối cảnh các cuộc biểu tình phản đối do phe đối lập tổ chức, cả trong phòng họp Verkhovna Rada và tại trung tâm Kiev.
Ngày 19/10/2011, Nga và Ukraine không đạt được thỏa thuận về việc thay thế tàu chiến Hạm đội Biển Đen bằng các tàu mới. Ukraine đưa ra yêu cầu rằng Nga phải tham vấn với Ukraine về từng bước thay thế tàu chiến, cung cấp danh sách đầy đủ về vũ khí các tàu mới, và ký hợp đồng bảo dưỡng với các xưởng đóng tàu Ukraine. Những yêu cầu tương tự cũng áp dụng cho trang thiết bị mặt đất, hệ thống phòng thủ bờ biển và không quân.
Năm 2013, theo quyết định của Bộ trưởng Quốc phòng Nga Sergei Shoigu, một lực lượng tác chiến hải quân hoạt động xa bờ (Hải đội Địa Trung Hải) trực thuộc chỉ huy Hạm đội Biển Đen đã được thành lập.

### Chiến tranh Nga-Ukraina
Từ ngày 18/3/2014, sau khi Nga sáp nhập Crimea, căn cứ chính Hạm đội Biển Đen tại Sevastopol trên thực tế đã chuyển sang quyền tài phán của Nga, và Thỏa thuận Kharkiv – theo đó Hạm đội Biển Đen được đóng tại Crimea – đã bị Liên bang Nga hủy bỏ.
Ngày 2/4/2014, Bộ Ngoại giao Nga gửi công hàm đến Đại sứ quán Ukraine tại Nga, thông báo về việc có hiệu lực Luật Liên bang "Về việc chấm dứt hiệu lực các thỏa thuận liên quan đến sự hiện diện Hạm đội Biển Đen Nga trên lãnh thổ Ukraine", bao gồm:  
- Thỏa thuận giữa Nga và Ukraine về các thông số phân chia Hạm đội Biển Đen, ký ngày 28/5/1997;
- Thỏa thuận giữa Nga và Ukraine về quy chế và điều kiện hiện diện Hạm đội Biển Đen Nga trên lãnh thổ Ukraine, ký ngày 28/5/1997;
- Thỏa thuận giữa Chính phủ Nga và Chính phủ Ukraine về thanh toán liên quan đến việc phân chia Hạm đội Biển Đen và sự hiện diện Hạm đội Biển Đen Nga trên lãnh thổ Ukraine, ký ngày 28/5/1997;
- Thỏa thuận giữa Nga và Ukraine về các vấn đề liên quan đến sự hiện diện Hạm đội Biển Đen Nga trên lãnh thổ Ukraine, ký ngày 21/4/2010.

Từ ngày 30/9/2015, khi Nga bắt đầu chiến dịch quân sự tại Syria, các tàu Hạm đội Biển Đen đã làm nhiệm vụ bảo vệ nhóm không quân Nga tại Syria, duy trì hoạt động chiến đấu ngoài khơi Syria trong đội hình Hải đội Địa Trung Hải thuộc Hải quân Nga.
Năm 2016, các tàu Hạm đội Biển Đen thực hiện khoảng 80 chuyến hành trình đến các vùng biển gần và xa, hoàn thành nhiệm vụ trong đội hình tác chiến thường trực Hải quân Nga tại Địa Trung Hải. Tàu hộ vệ "Đô đốc Grigorovich" cùng các tàu tên lửa cỡ nhỏ "Serpukhov" và "Zeleny Dol" lần đầu tiên tiến hành phóng tên lửa hành trình "Kalibr" vào các mục tiêu trên lãnh thổ Syria.

### Nga xâm lược Ukraine

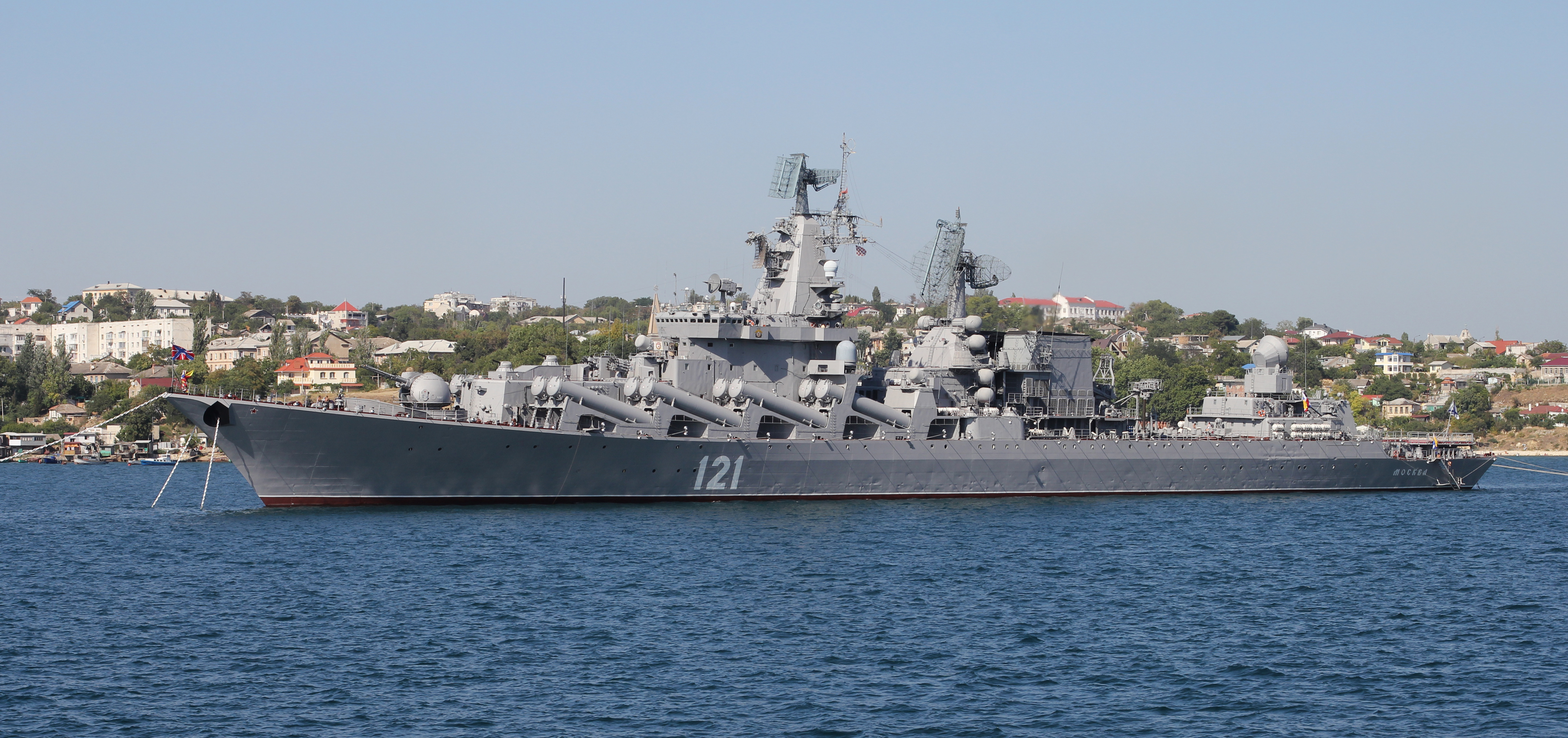
Tàu tuần dương Moskva bị đánh chìm ngày 14 tháng 4 năm 2022.

Từ tháng 2 năm 2022, Hạm đội Biển Đen đã tham gia vào cuộc xâm lược Ukraine. Các tàu chiến chủ yếu được sử dụng để phóng tên lửa hành trình "Kalibr". Các đơn vị thủy quân lục chiến trực tiếp tham chiến trên bộ. Trong quá trình chiến đấu, hạm đội đã chịu tổn thất đáng kể, bao gồm việc mất tàu chiến đô đốc, tàu tuần dương mang tên lửa "Moskva" – niềm tự hào của Hạm đội Biển Đen, cùng với ít nhất 17 tàu và tàu cao tốc khác bị chìm hoặc hư hại nghiêm trọng, và 1 tàu ngầm. Hạm đội cũng chịu tổn thất về nhân sự cấp cao: Phó Tư lệnh Hạm đội Biển Đen, Đại tá Hải quân Andrei Paliy, và chỉ huy Lữ đoàn Thủy quân lục chiến 810, Đại tá Alexei Sharov, đã tử trận trong các trận chiến tại Mariupol. Ngày 13 tháng 9 năm 2023, một cuộc tấn công tên lửa vào nhà máy đóng tàu Sevastopol đã gây thiệt hại nghiêm trọng cho tàu ngầm chạy bằng động cơ diesel-điện B-237 "Rostov-on-Don" và tàu đổ bộ lớn "Minsk". Ngày 22 tháng 9 năm 2023, trụ sở chính Hạm đội Biển Đen tại Sevastopol đã bị tấn công bằng tên lửa, tòa nhà bị hư hại nặng và xảy ra hỏa hoạn. Ngày 25 tháng 9, Lực lượng Đặc nhiệm Ukraine tuyên bố rằng Tư lệnh Hạm đội Viktor Sokolov cùng 33 sĩ quan khác Hạm đội Biển Đen Nga đã thiệt mạng trong vụ tấn công.
Cuối tháng 9 – đầu tháng 10 năm 2023, sau các đợt tấn công bằng tên lửa và UAV của Ukraine vào các tàu quân sự đóng tại khu vực căn cứ hải quân Sevastopol, một phần lớn các tàu này đã được di chuyển khỏi Sevastopol vào sâu trong hậu phương, đến các cảng Feodosiya ở phía đông Crimea và Novorossiysk ở phía đông bắc bờ biển Biển Đen của Nga. Ít nhất 17 tàu đã được chuyển đến Novorossiysk, bao gồm ba tàu ngầm tấn công và hai tàu khu trục. Các tàu được di chuyển vẫn có khả năng tấn công các cảng và lưới điện Ukraine bằng tên lửa, và Hạm đội Biển Đen Nga vẫn duy trì sự hiện diện đáng kể tại Sevastopol, bao gồm hai tàu khu trục, hai tàu hộ tống, ba tàu đổ bộ và một tàu ngầm. Tuy nhiên, việc di chuyển các tàu khỏi Sevastopol, vốn bị Nga chiếm đóng từ năm 2014, cho thấy cuộc xâm lược toàn diện của Nga vào Ukraine đã gây tổn thất ngay chính nước Nga. Các cuộc tấn công quân sự của Ukraine đã hạn chế khả năng hoạt động Hạm đội Biển Đen Nga trên Biển Đen và phá vỡ vòng vây của Nga đối với các cảng của Ukraine. Theo Bộ trưởng Quốc phòng Anh Grant Shapps, chỉ từ tháng 9 đến tháng 12 năm 2023, "20% Hạm đội Biển Đen của Nga đã bị tiêu diệt".
Cuối năm 2023, Hạm đội Biển Đen đã được tách khỏi sự chỉ huy của Bộ Tư lệnh Quân khu Nam.

## Chỉ huy

### Tư lệnh

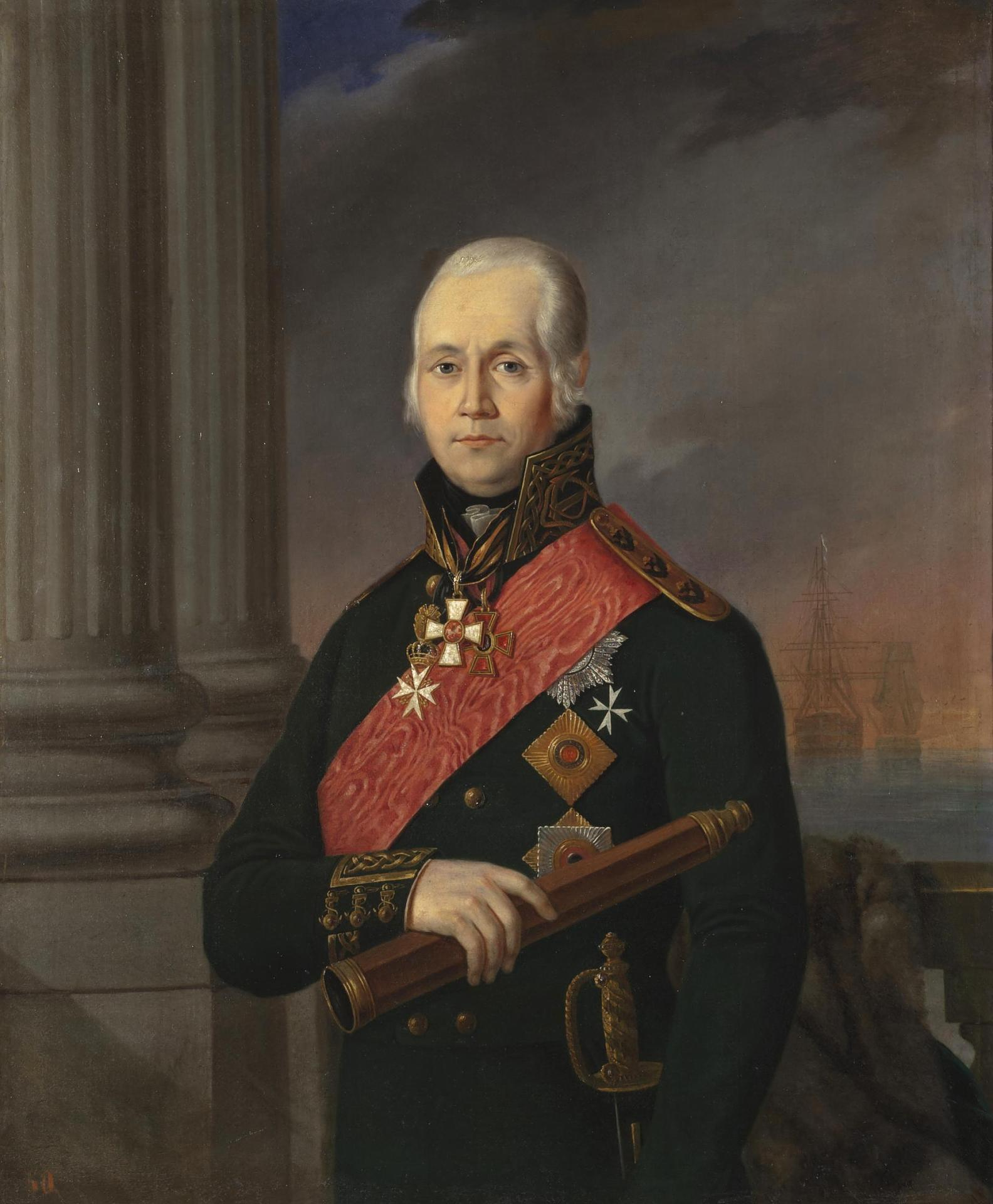
Chuẩn Đô đốc Fyodor Fyodorovich Ushakov, Tư lệnh Hạm đội Biển Đen (1790 – 1792).

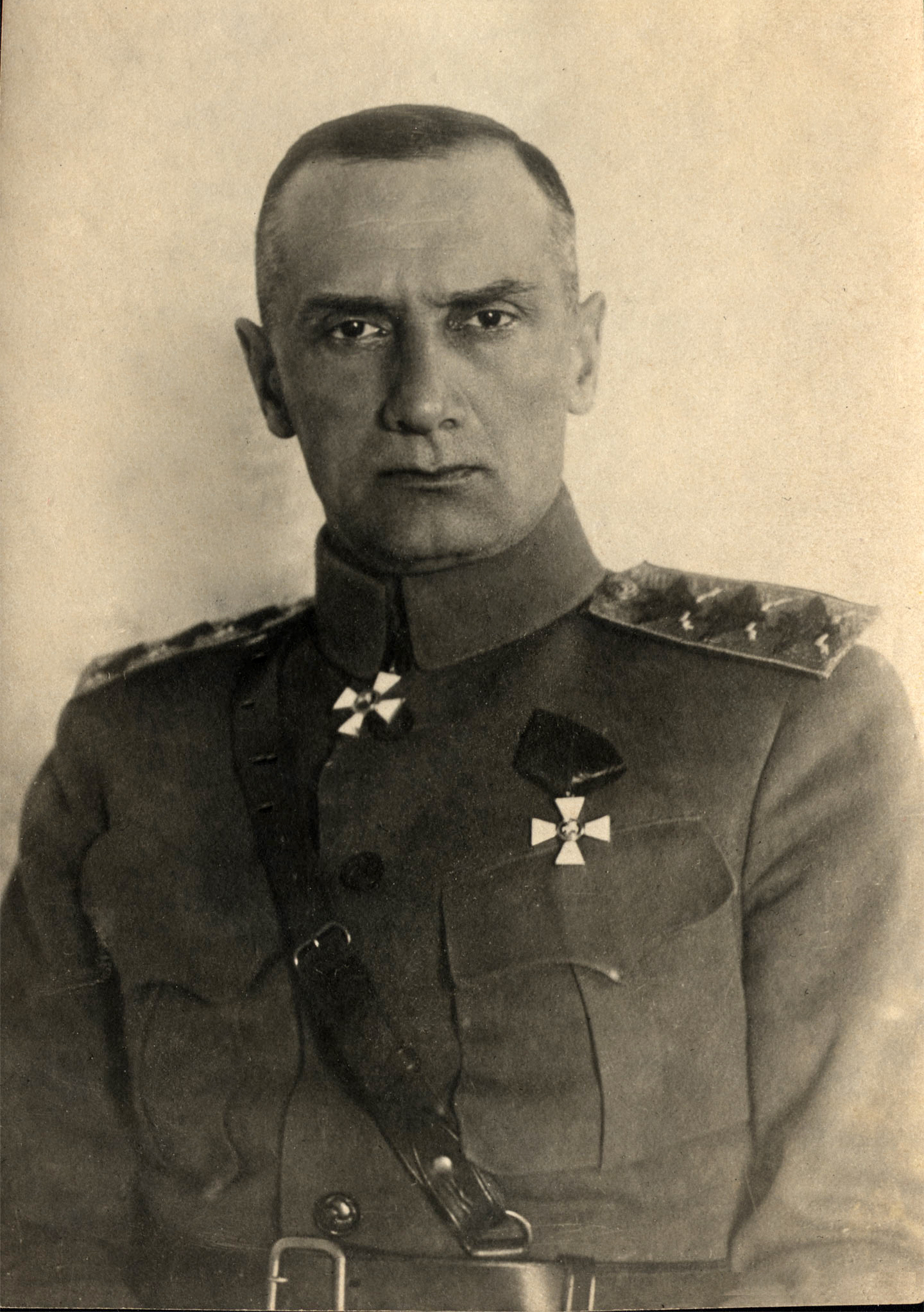
Phó Đô đốc Aleksandr Vasilyevich Kolchak, Tư lệnh Hạm đội Biển Đen (1916 – 1917).

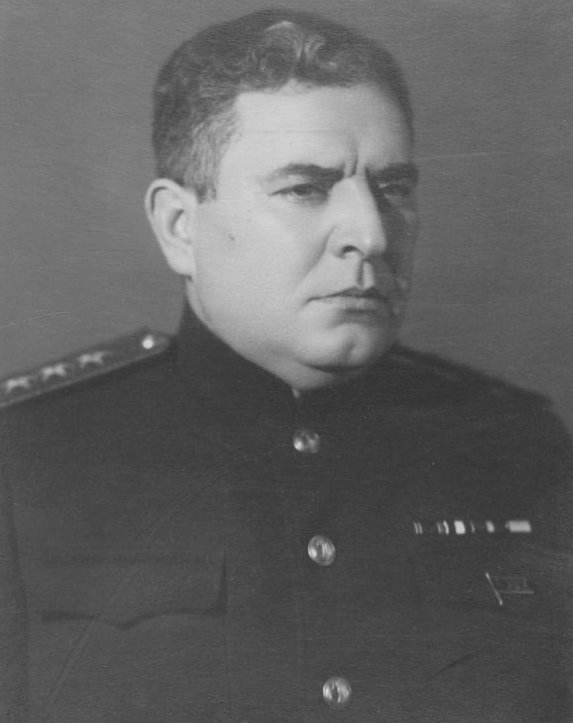
Tư lệnh Hạm đội bậc 2 Ivan Stepanovich Yumashev, Tư lệnh Hạm đội Biển Đen (1938 – 1939).

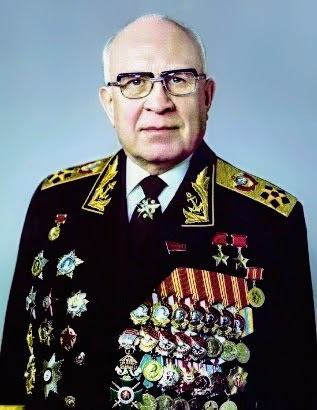
Đô đốc Sergey Georgyevich Gorshkov, Tư lệnh Hạm đội Biển Đen (1951 – 1955).

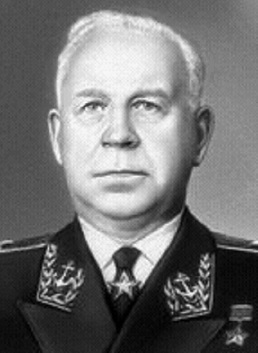
Đô đốc Vladimir Afanasyevich Kasatonov, Tư lệnh Hạm đội Biển Đen (1955 – 1962).

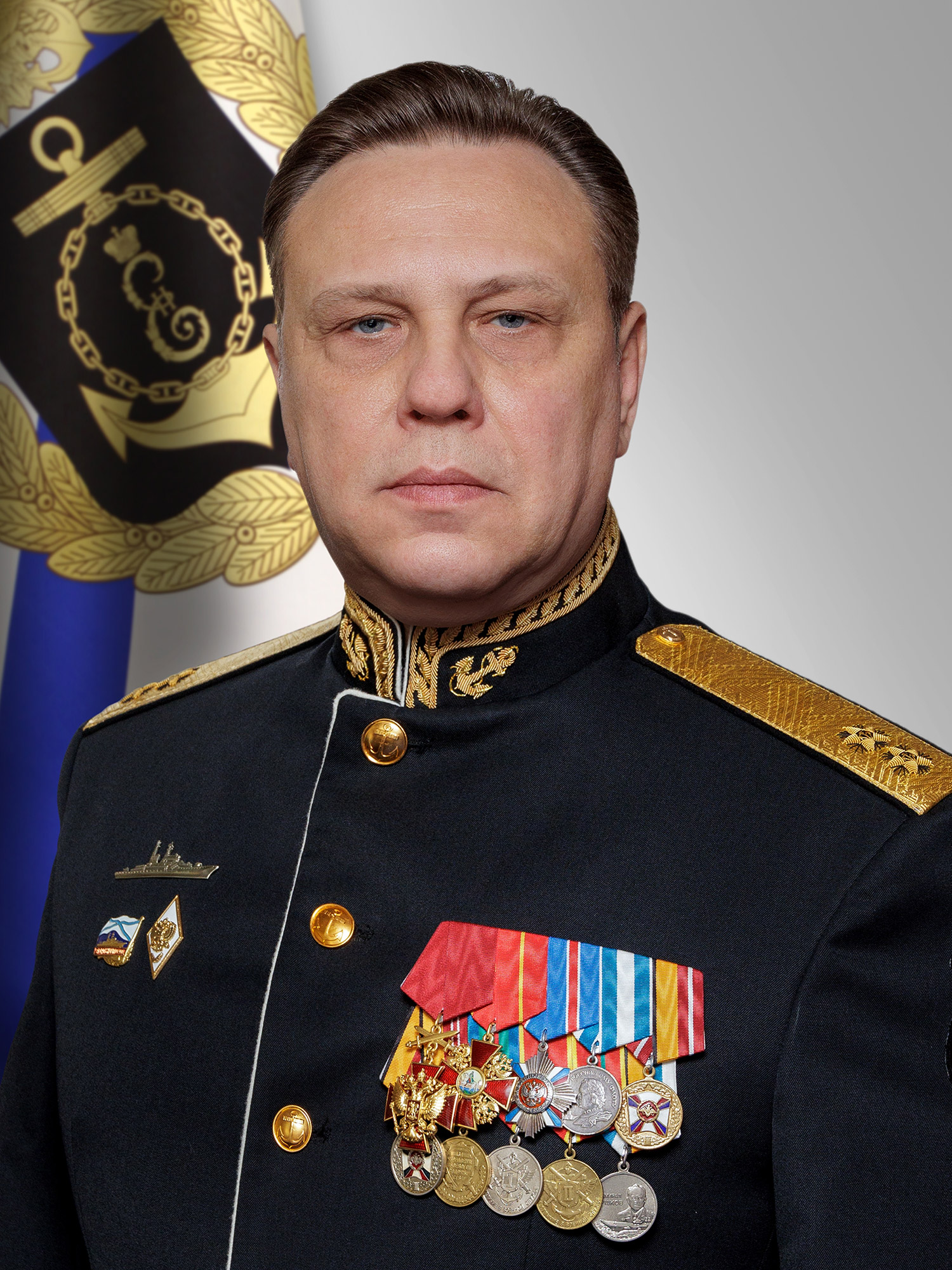
Phó Đô đốc Sergei Mikhailovich Pinchuk, Tư lệnh Hạm đội Biển Đen (2/2024-).

| #          | Cấp bậc               | Tên                                         | Thời gian         |
| ---------- | --------------------- | ------------------------------------------- | ----------------- |
| 1          | Phó Đô đốc            | Aleksey Fedotovich Klokachev                | 1783              |
| 2          | Phó Đô đốc            | Yakov Filippovich Sukhotin                  | 1784 – 1785       |
| 3          | Chuẩn Đô đốc          | Nikolay Semenovich Mordvinov                | 1785 – 1789       |
| 4          | Chuẩn Đô đốc          | Marko Ivanovich Voynovich                   | 1789 – 1790       |
| 5          | Chuẩn Đô đốc          | Fyodor Fyodorovich Ushakov                  | 1790 – 1792       |
| #          | Đô đốc                | Nikolay Semenovich Mordvinov                | 1792 – 1799       |
| 6          | Đô đốc                | Vilim Petrovich Fondezin                    | 1799 – 1802       |
| 7          | Đô đốc                | Aleksandr Ivanovich de Travers              | 1802 – 1811       |
| 8          | Đô đốc                | Roman Romanovich Gall                       | 1811              |
| 9          | Phó Đô đốc            | Nikolay Lvovich Yazykov                     | 1811 – 1816       |
| 10         | Đô đốc                | Aleksey Samuilovich Greig                   | 1816 – 1833       |
| 11         | Đô đốc                | Mikhail Petrovich Lazarev                   | 1834 – 1851       |
| 12         | Đô đốc                | Morits Borisovich Berg                      | 1851 – 1855       |
| 13         | Phó Đô đốc            | Nikolay Fedorovich Metlin                   | 9/1855 – 12/1855  |
| 14         | Phó Đô đốc            | Aleksandr Ivanovich Panfilov                | 1/1856 – 8/1856   |
| 15         | Chuẩn Đô đốc          | Grigoriy Ivanovich Butakov                  | 8/1856 – 1/1860   |
| 16         | Phó Đô đốc            | Bogdan Alexandrovich Glazenap               | 1860 – 1/1871     |
| 17         | Đô đốc                | Nikolay Andreyevich Arkas                   | 1871 – 1881       |
| 18         | Đô đốc                | Mikhail Pavlovich Manganari                 | 1881 – 1882       |
| 19         | Phó Đô đốc            | Aleksey Alekseyevich Peshchurov (1834-1891) | 1882 – 1890       |
| 20         | Chuẩn Đô đốc          | Roman Andreevich Grenkvist                  | 1890              |
| 21         | Phó Đô đốc            | Nikolay Vasilyevich Kopytov                 | 1891 – 1898       |
| 22         | Phó Đô đốc            | Yevgeni Ivanovich Alekseyev                 | 1898              |
| 23         | Phó Đô đốc            | Sergey Petrovich Tyrtov                     | 5/1898 – 1903     |
| 24         | Phó Đô đốc            | Yakov Appolonovich Giltebrandt              | 1903              |
| 25         | Phó Đô đốc            | Nikolay Illarionovich Skrydlov              | 1903 – 1904       |
| 26         | Phó Đô đốc            | Aleksandr Khristianovich Kriger             | 1904              |
| 27         | Phó Đô đốc            | Grigoriy Pavlovich Chukhnin                 | 1904 – 1906       |
| 28         | Chuẩn Đô đốc          | Ivan Konstantinovich Grigorovich            | 1906              |
| 29         | Phó Đô đốc            | Nikolay Illarionovich Skrydlov              | 1906 – 1907       |
| 30         | Chuẩn Đô đốc          | Genrikh Faddeevich Tsyvinskiy               | 1907              |
| 31         | Chuẩn Đô đốc          | Robert Nikolayevich Viren                   | 1907 – 1908       |
| 32         | Phó Đô đốc            | Ivan Fyodorovich Bostrem                    | 1908 – 1909       |
| 33         | Phó Đô đốc            | Vladimir Simonovich Sarnavskiy              | 1909 – 1911       |
| 34         | Phó Đô đốc            | Ivan Fyodorovich Bostrem                    | 1911              |
| 35         | Chuẩn Đô đốc          | Pavel Ivanovich Novitskiy                   | 1911              |
| 36         | Phó Đô đốc            | Andrey Avgustovich Ehbergard                | 1911 – 6/1916     |
| 37         | Phó Đô đốc            | Aleksandr Vasilyevich Kolchak               | 6/1916 – 6/1917   |
| 38 (Quyền) | Chuẩn Đô đốc          | Veniamin Konstantinovich Lukin              | 6/1917 – 7/1917   |
| 39         | Chuẩn Đô đốc          | Aleksandr Vasilyevich Nemitts               | 7/1917 – 12/1917  |
| 40         | Chuẩn Đô đốc          | Mikhail Sablin                              | 1918              |
| 41         | Hạm trưởng bậc 1      | Aleksandr Ivanovich Tikhmenev               | 1918              |
| 42         | Hạm trưởng bậc 1      | Aleksandr Ivanovich Sheykovskiy             | 1919              |
| 43         | Hạm trưởng bậc 1      | Aleksey Vladimirovich Dombrovskiy           | 5/1920 – 10/1920  |
| 44         |                       | Ehduard Samuilovich Pantserzhanskiy         | 11/1920 – 11/1921 |
| 45         |                       | Andrey Semenovich Maksimov                  | 11/1921 – 7/1922  |
| 46         |                       | Aleksandr Karlovich Vekman                  | 7/1922 – 5/1924   |
| 47         |                       | Mikhail Vladimirovich Viktorov              | 5/1924 – 12/1924  |
| 48         |                       | Ehduard Samuilovich Pantserzhanskiy         | 12/1924 – 10/1926 |
| 49         |                       | Vladimir Mitrofanovich Orlov                | 10/1926 – 6/1931  |
| 50         | Tư lệnh Hạm đội bậc 2 | Ivan Kuz'mich Kozhanov                      | 6/1931 – 8/1937   |
| 51         | Tư lệnh Hạm đội bậc 2 | Petr Ivanovich Smirnov-Svetlovskiy          | 8/1937 – 12/1937  |
| 52         | Tư lệnh Hạm đội bậc 2 | Ivan Stepanovich Yumashev                   | 1938 – 3/1939     |
| 53         | Phó Đô đốc            | Filipp Sergeyevich Oktyabrskiy              | 3/1939 – 4/1943   |
| 54         | Phó Đô đốc            | Lev Anatol'evich Vladimirskiy               | 4/1943 – 3/1944   |
| 55         | Phó Đô đốc            | Filipp Sergeyevich Oktyabrskiy              | 3/1944 – 11/1948  |
| 56         | Đô đốc                | Nikolai Efremovich Basistiy                 | 11/1948 – 8/1951  |
| 57         | Đô đốc                | Sergey Georgiyevich Gorshkov                | 8/1951 – 7/1955   |
| 58         | Phó Đô đốc            | Viktor Aleksandrovich Parkhomenko           | 7/1955 – 12/1955  |
| 59         | Đô đốc                | Vladimir Afanasyevich Kasatonov             | 12/1955 – 2/1962  |
| 60         | Đô đốc                | Serafim Evgeniyevich Chursin                | 2/1962 – 12/1968  |
| 61         | Đô đốc                | Viktor Sergeyevich Sysoyev                  | 12/1968 – 3/1974  |
| 62         | Đô đốc                | Nikolay Ivanovich Khovrin                   | 3/1974 – 4/1983   |
| 63         | Đô đốc                | Aleksey Mikhailovich Kalinin                | 4/1983 – 7/1985   |
| 64         | Đô đốc                | Mikhail Nikolayevich Khronopulo             | 7/1985 – 10/1991  |
| 65         | Đô đốc                | Igor Vladimirovich Kasatonov                | 10/1991 – 12/1992 |
| 66         | Đô đốc                | Eduard Dmitriyevich Baltin                  | 12/1992 – 2/1996  |
| 67         | Đô đốc                | Viktor Andreyevich Kravchenko               | 2/1996 – 7/1998   |
| 68         | Đô đốc                | Vladimir Petrovich Komoyedov                | 7/1998 – 10/2002  |
| 69         | Đô đốc                | Vladimir Vasilyevich Masorin                | 10/2002 – 2/2005  |
| 70         | Đô đốc                | Aleksandr Arkadyevich Tatarinov             | 2/2005 – 7/2007   |
| 71         | Phó Đô đốc            | Aleksandr Dmitrievich Kletskov              | 7/2007 – 7/2010   |
| 72         | Phó Đô đốc            | Vladimir Ivanovich Korolyov                 | 7/2010 – 6/2011   |
| 73         | Phó Đô đốc            | Aleksandr Nikolayevich Fedotenkov           | 6/2011 – 5/2013   |
| 74         | Đô đốc                | Aleksandr Viktorovich Vitko                 | 5/2013 – 6/2018   |
| 75         | Phó Đô đốc            | Aleksandr Alekseevich Moiseev               | 6/2018 – 5/2019   |
| 76         | Đô đốc                | Igor Vladimirovich Osipov                   | 5/2019 – 8/2022   |
| 77         | Đô đốc                | Viktor Nikolayevich Sokolov                 | 8/2022 –2/2024    |
| 78         | Phó Đô đốc            | Sergei Mikhailovich Pinchuk                 | 2/2024–           |

### Tham mưu trưởng

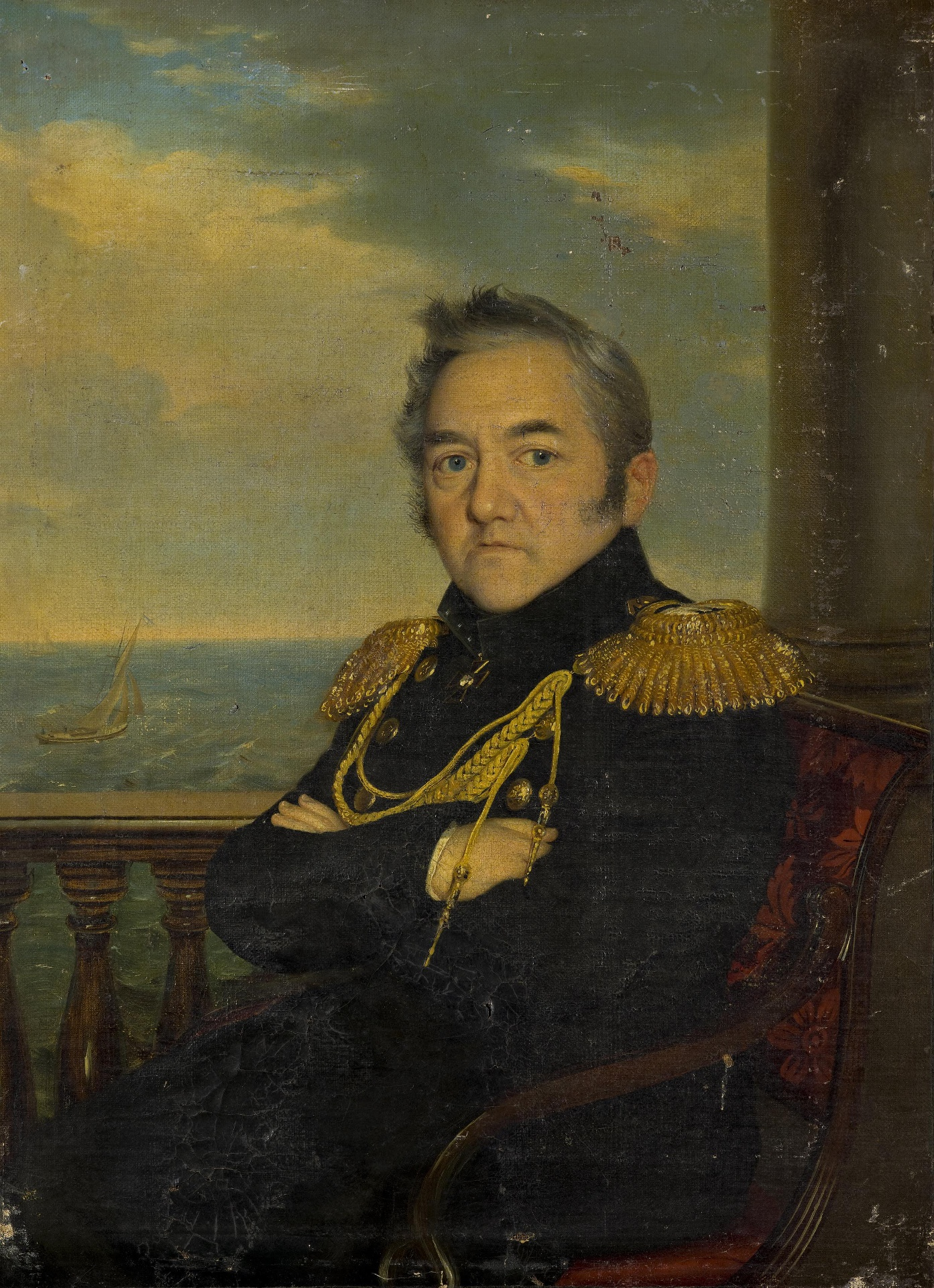
Chuẩn Đô đốc Mikhail Petrovich Lazarev, Tham mưu trưởng Hạm đội Biển Đen (1832-1833).

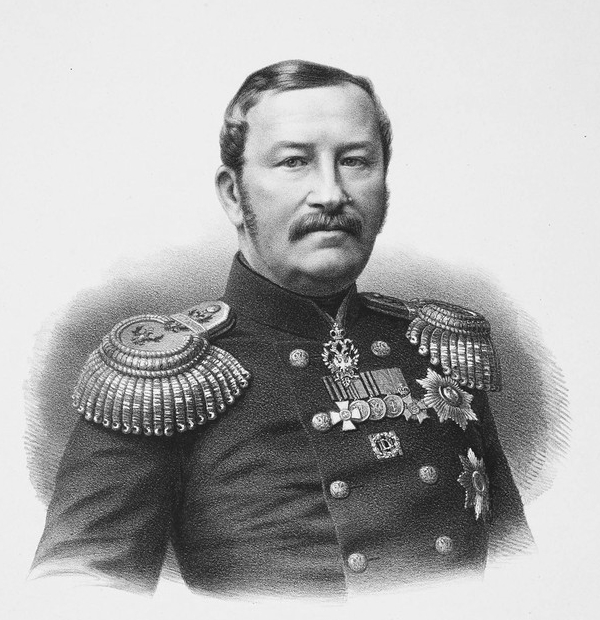
Phó Đô đốc Stepan Petrovich Khrushchov, Tham mưu trưởng Hạm đội Biển Đen (1838 – 1849).

| #     | Cấp bậc               | Tên                               | Thời gian         |
| ----- | --------------------- | --------------------------------- | ----------------- |
| 1     | Chuẩn Đô đốc          | Mikhail Petrovich Lazarev         | 1832-1833         |
| 2     | Chuẩn đô đốc          | Alexandre Pavlovitch Avinov       | 1/1834 – 1836     |
| 3     | Phó Đô đốc            | Stepan Petrovich Khrushchov       | 1838 – 1849       |
| 4     | Phó Đô đốc            | Vladimir Alekseevich Kornilov     | 1850 – 1853       |
| 5     | Chuẩn Đô đốc          | Nikolay Fyodorovich Metlin        | 1854 – 1855       |
| 6     | Đại tá Hải quân       | Grigory Ivanovich Butakov         | 3/1855 – 8/1856   |
| 7     | Chuẩn Đô đốc          | Ivan Osipovich Defabr             | 9/1880 – 1887     |
| 8     | Chuẩn Đô đốc          | Sergey Petrovich Tyrtov           | 1891 – 1892       |
| 9     | Chuẩn Đô đốc          | Yakov Apollonovich Giltebrandt    | 1892 – 1894       |
| 10    | Chuẩn Đô đốc          | Viktor Alexandrovich Bezuar       | 7/1896 – 10/1898  |
| 11    | Chuẩn Đô đốc          | Konstantin Pavlovich Kuzmich      | 4/1898 – 1900     |
| 12    | Chuẩn Đô đốc          | Vladimir Yakovlevich Bal          | 9/1902 –2/1903    |
| 13    | Chuẩn Đô đốc          | Ivan Konstantinovich Grigorovich  | 1905 – 1906       |
| 14    | Chuẩn Đô đốc          | Vladimir Simonovich Sarnavsky     | 1/1907 – 6/1908   |
| 15    | Chuẩn Đô đốc          | Alexander Ivanovich Myazgovsky    | 1908 – 1909       |
| 16    | Chuẩn Đô đốc          | Alexander Dmitrievich Sapsay      | 1910 – 1911       |
| 17    | Chuẩn Đô đốc          | Pavel Ivanovich Novitsky          | 1911 – 1912       |
| 18    | Chuẩn Đô đốc          | Andrey Georgievich Pokrovsky      | 3/1912 – 1913     |
| 19    | Phó Đô đốc            | Konstantin Antonovich Planson     | 1913 – 1916       |
| 20    | Phó Đô đốc            | Andrey Georgievich Pokrovsky      | 1916 – 6/1916     |
| 21    | Chuẩn Đô đốc          | Mitrofan Ivanovich Kaskov         | 1916              |
| 22    | Chuẩn Đô đốc          | Sergey Sergeyevich Pogulyaev      | 10/1916 – 4/1917  |
| 23    | Đại tá Hải quân       | Mikhail Ivanovich Smirnov         | 4/1917 – 7/1917   |
| 24    | Chuẩn Đô đốc          | Mikhail Pavlovich Sablin          | 7/1917 – 12/1917  |
| Quyền | Đại tá Hải quân       | Alexey Arkadievich Nischenkov     | 12/1917 – 4/1918  |
| Quyền | Đại tá Hải quân       | Alexey Ilyich Lebedinsky          | 5/1918 – 7/1918   |
| 25    | Đại tá Hải quân       | Boris Evstafievich Tyagin         | 4/1919 – 6/1919   |
| 26    |                       | Alexander Alekseevich Kondratyev  | 3/1920 – 6/1920   |
| 27    |                       | Alexander Nikolaevich Spatbog     | 6/1920 – 10/1920  |
| 28    |                       | Vladimir Ilyich Ivanov            | 10/1920 – 11/1920 |
| 29    |                       | Vladimir Yulievich Rybaltovsky    | 11/1920 – 12/1924 |
| 30    |                       | Georgy Andreevich Stepanov        | 12/1924 – 3/1928  |
| Quyền |                       | Dmitry Valerievich Potapenko      | 11/1925 – 4/1926  |
| 31    |                       | Georgy Georgievich Vinogradsky    | 3/1928 – 5/1930   |
| 32    |                       | Ivan Martynovich Ludri            | 5/1930 – 11/1930  |
| 33    |                       | Konstantin Ivanovich Dushenov     | 11/1930 – 3/1935  |
| 34    | Phó Đô đốc            | Viktor Platonovich Bogolepov      | 3/1935 – 5/1937   |
| 35    | Phó Đô đốc            | Vladimir Petrovich Kalachev       | 5/1937 – 8/1937   |
| 36    | Phó Đô đốc            | Ivan Stepanovich Yumashev         | 8/1937 – 1/1938   |
| Quyền | Tư lệnh Hạm đội bậc 2 | Gavriil Mikhailovich Klitny       | 1/1938 – 2/1938   |
| 37    | Chuẩn Đô đốc          | Nikolay Mikhailovich Kharlamov    | 2/1938 – 4/1941   |
| Quyền | Tư lệnh Hạm đội bậc 2 | Nikolay Efremovich Basisty        | 12/1938 – 4/1939  |
| 38    | Chuẩn Đô đốc          | Ivan Dmitrievich Eliseev          | 6/1941 – 1/1944   |
| 39    | Chuẩn Đô đốc          | Ivan Fyodorovich Golubev-Monatkin | 2/1944 – 12/1944  |
| 40    | Phó Đô đốc            | Nikolay Efremovich Basisty        | 12/1944 – 11/1948 |
| 41    | Phó Đô đốc            | Sergey Georgievich Gorshkov       | 11/1948 – 8/1951  |
| 42    | Phó Đô đốc            | Viktor Alexandrovich Parkhomenko  | 8/1951 – 7/1955   |
| 43    | Phó Đô đốc            | Serafim Evgenievich Chursin       | 7/1955 – 12/1956  |
| 44    | Phó Đô đốc            | Grigory Grigorievich Oleynik      | 12/1956 – 7/1960  |
| 45    | Chuẩn Đô đốc          | Nikolay Ivanovich Smirnov         | 7/1960 – 7/1964   |
| 46    | Phó Đô đốc            | Grigory Korneevich Chernobay      | 7/1964 – 4/1967   |
| 47    | Chuẩn Đô đốc          | Leonid Vasilievich Mizin          | 4/1967 – 1/1971   |
| 48    | Phó Đô đốc            | Boris Efremovich Yamkovoy         | 2/1971 – 10/1973  |
| 49    | Chuẩn Đô đốc          | Vladimir Khristoforovich Saakyan  | 10/1973 – 10/1975 |
| 50    | Chuẩn Đô đốc          | Valentin Nikolaevich Ponikarovsky | 10/1975 – 7/1977  |
| 51    | Phó Đô đốc            | Vladimir Ilyich Akimov            | 7/1977 – 6/1980   |
| 52    | Phó Đô đốc            | Nikolay Gavrilovich Klitny        | 6/1980 – 9/1985   |
| 53    | Phó Đô đốc            | Valentin Egorovich Selivanov      | 9/1985 – 12/1989  |
| 54    | Phó Đô đốc            | Georgy Nikolaevich Gurinov        | 12/1989 – 10/1992 |
| 55    | Phó Đô đốc            | Pyotr Grigorievich Svyatashov     | 10/1992 – 9/1997  |
| 56    | Phó Đô đốc            | Alexander Arkadievich Tatarinov   | 9/1997 – 2/2005   |
| 57    | Phó Đô đốc            | Viktor Nikolaevich Mardusin       | 3/2005 – 5/2006   |
| 58    | Phó Đô đốc            | Alexander Vladimirovich Troyan    | 7/2006 – 2/2013   |
| 59    | Phó Đô đốc            | Alexander Mikhailovich Nosatov    | 2/2013 – 5/2016   |
| 60    | Phó Đô đốc            | Viktor Nikolaevich Liina          | 5/2016 – 7/2019   |
| 61    | Chuẩn Đô đốc          | Igor Vladimirovich Smolyak        | 7/2019 – 10/2021  |
| 62    | Phó Đô đốc            | Sergey Mikhailovich Pinchuk       | 10/2021 – 2/2024  |
| 63    | Phó Đô đốc            | Ildar Ferdinandovich Akhmerov     | 2/2024-           |

## Cơ cấu tổ chức

### Hệ thống căn cứ Hạm đội Biển Đen
Các điểm đóng quân của tàu chiến thuộc Hạm đội Biển Đen
- Sevastopol
- Feodosia
- Donuzlav
- Novorossiysk

Các sân bay chính
- Belbek – Nơi đóng quân Trung đoàn không quân tiêm kích số 38, thuộc Sư đoàn không quân hỗn hợp số 27 Tập đoàn quân không quân và phòng không cận vệ số 4, Quân khu miền Nam. Đơn vị này sở hữu khoảng 16 tiêm kích Su-27SM.
- Gvardeiskoe – Đóng các máy bay Su-24M, Su-25.
- Kacha – Có 4 máy bay tuần tra săn ngầm Be-12, máy bay vận tải An-26, khoảng 30 trực thăng Ka-27 và 8 trực thăng tác chiến điện tử Mi-8, cùng một số máy bay khác.
- Saki – Là nơi đóng quân của Trung đoàn không quân tấn công hải quân số 43 thuộc Không quân Hạm đội Biển Đen. Trung đoàn này được biên chế năm tiêm kích đa năng Su-30SM (ba chiếc vào năm 2014, hai chiếc vào tháng 7 năm 2015) và Su-24M. Ba tiêm kích Su-30SM khác bắt đầu trực chiến vào tháng 10 năm 2015.

Các sân bay dự bị
- Sevastopol (mũi Khersones, Nam Sevastopol)

Các trung tâm thông tin liên lạc
- Kacha, Sudak, Yalta

Các đơn vị tác chiến điện tử và huấn luyện
- Otradnoye – Trung đoàn tác chiến điện tử số 219.
- Bãi tập Opuk (gần Feodosia) – Dành cho huấn luyện lực lượng lính thủy đánh bộ.

Tại cảng Sevastopol, phần lớn các cầu cảng được sử dụng làm nơi neo đậu cho hơn 30 tàu chiến và tàu hỗ trợ. Sevastopol cũng là nơi đóng quân của: Bộ chỉ huy Hạm đội Biển Đen, Trung tâm liên lạc chính, Bệnh viện hải quân, Trung đoàn tên lửa phòng không số 1096, Lữ đoàn lính thủy đánh bộ số 810, Kho vũ khí số 17 (đơn vị 63859), Câu lạc bộ du thuyền quân sự.
Căn cứ hải quân Sevastopol
Là căn cứ chính của Hạm đội Biển Đen Nga. Có nhiều cầu cảng nằm trong các vịnh Sevastopol như Bắc, Nam, Karantinnaya, v.v.
Căn cứ hải quân Novorossiysk
Là một đơn vị tác chiến chiến thuật thuộc Hạm đội Biển Đen Nga. Bao gồm: Đội tàu bảo vệ khu vực ven biển, Tàu chống ngầm và tàu quét mìn, Lực lượng pháo binh – tên lửa bờ biển, Đơn vị lính thủy đánh bộ và công binh, Các tàu tìm kiếm – cứu hộ, tàu khảo sát thủy văn, Các đơn vị hậu cần và sửa chữa tàu. Phạm vi hoạt động: Từ biên giới Nga – Gruzia trên Biển Đen đến biên giới Nga – Ukraine trên Biển Azov.
Căn cứ hải quân Crimea
Thành lập lại vào tháng 9 năm 2014. Bộ chỉ huy: Đặt tại Sevastopol, trong khu vực trước đây là trụ sở Hải quân Ukraine.

### Thành phần tàu Hạm đội Biển Đen

#### Sư đoàn tàu mặt nước số 30
| Loại tàu     | Hình ảnh | Tên                  | Lớp                    | Số hiệu | Đặt ky  | Hạ thủy | Năm đưa vào biên chế | Tình trạng      |
| ------------ | -------- | -------------------- | ---------------------- | ------- | ------- | ------- | -------------------- | --------------- |
| Tàu tuần tra |          | "Ladny"              | Lớp Krivak             | 861     | 5/1979  | 5/1980  | 12/1980              | Đang hoạt động  |
| Tàu tuần tra |          | "Pytlivyy"           | Lớp Krivak             | 868     | 6/1979  | 4/1981  | 1/1982               | Đang hoạt động  |
| Tàu khu trục |          | "Đô đốc Grigorovich" | Lớp Đô đốc Grigorovich | 494     | 12/2010 | 3/2014  | 3/2016               | Đang hoạt động  |
| Tàu khu trục |          | "Đô đốc Essen"       | Lớp Đô đốc Grigorovich | 490     | 7/2011  | 11/2014 | 6/2016               | Đang hoạt động  |
| Tàu khu trục |          | "Đô đốc Makarov"     | Lớp Đô đốc Grigorovich | 499     | 2/2012  | 9/2015  | 12/2017              | Đang hoạt động  |
| Tàu hộ tống  |          | "Mercury"            | Lớp Steregushchiy      | 734     | 2/2015  | 3/2020  | 5/2023               | Đang hoạt động  |
| Tàu hộ tống  |          | "Strogii"            | Lớp Steregushchiy      |         | 2/2015  | 6/2019  | 12/2025              | Đang hoàn thành |

#### Lữ đoàn tàu đổ bộ số 197
| Loại tàu  | Hình ảnh | Tên                  | Lớp         | Số hiệu | Đặt ky  | Hạ thủy | Năm đưa vào biên chế | Tình trạng     |
| --------- | -------- | -------------------- | ----------- | ------- | ------- | ------- | -------------------- | -------------- |
| Tàu đổ bộ |          | "Orsk"               | Lớp Tapir   | 148     | 8/1967  | 2/1968  | 12/1968              | Đang hoạt động |
| Tàu đổ bộ |          | "Nikolay Filchenkov" | Lớp Tapir   | 152     | 1/1974  | 3/1975  | 12/1975              | Đang hoạt động |
| Tàu đổ bộ |          | "Yamal "             | Lớp Ropucha | 156     | 4/1987  | 2/1988  | 4/1988               | Đang hoạt động |
| Tàu đổ bộ |          | "Azov "              | Lớp Ropucha | 151     | 11/1988 | 5/1989  | 10/1990              | Đang sửa chữa  |

#### Lữ đoàn tàu ngầm độc lập số 4
| Loại tàu             | Hình ảnh | Tên                      | Lớp      | Số hiệu | Đặt ky  | Hạ thủy | Năm đưa vào biên chế | Tình trạng     |
| -------------------- | -------- | ------------------------ | -------- | ------- | ------- | ------- | -------------------- | -------------- |
| Tàu ngầm diesel-điện |          | "B-871 Alrosa"           | Lớp Kilo | 554     | 5/1988  | 9/1989  | 12/1990              | Đang hoạt động |
| Tàu ngầm diesel-điện |          | "B-261 Novorossiysk"     | Lớp Kilo | 555     | 8/2010  | 11/2013 | 8/2014               | Đang hoạt động |
| Tàu ngầm diesel-điện |          | "B-237 Rostov-na-Donu"   | Lớp Kilo | 556     | 11/2011 | 6/2014  | 12/2014              | Đang sửa chữa  |
| Tàu ngầm diesel-điện |          | "B-262 Stary Oskol"      | Lớp Kilo | 481     | 8/2012  | 8/2014  | 7/2015               | Đang hoạt động |
| Tàu ngầm diesel-điện |          | "B-265 Krasnodar"        | Lớp Kilo | 482     | 2/2014  | 4/2015  | 11/2015              | Đang hoạt động |
| Tàu ngầm diesel-điện |          | "B-268 Velikiy Novgorod" | Lớp Kilo | 476     | 10/2014 | 3/2016  | 10/2016              | Đang hoạt động |
| Tàu ngầm diesel-điện |          | "B-271 Kolpino"          | Lớp Kilo | 485     | 10/2014 | 5/2016  | 11/2016              | Đang hoạt động |

#### Lữ đoàn tàu tên lửa số 41
| Loại tàu                                    | Hình ảnh | Tên                        | Lớp          | Số hiệu | Đặt ky  | Hạ thủy | Năm đưa vào biên chế | Tình trạng     |
| ------------------------------------------- | -------- | -------------------------- | ------------ | ------- | ------- | ------- | -------------------- | -------------- |
| Sư đoàn tàu tên lửa nhỏ Novorossiysk số 166 |          |                            |              |         |         |         |                      |                |
| Tàu hộ vệ tên lửa                           |          | "Bora"                     | Lớp Bora     | 615     | 6/1987  | 9/1988  | 12/1989              | Đang hoạt động |
| Tàu hộ vệ tên lửa                           |          | "Samum"                    | Lớp Bora     | 616     | 9/1991  | 10/1992 | 2/2000               | Đang hoạt động |
| Tàu tên lửa cỡ nhỏ                          |          | "Vyshny Volochok"          | Lớp Buyan    | 609     | 8/2013  | 8/2016  | 5/2018               | Đang hoạt động |
| Tàu tên lửa cỡ nhỏ                          |          | "Orekhovo-Zuyevo"          | Lớp Buyan    | 626     | 5/2014  | 6/2018  | 12/2018              | Đang hoạt động |
| Tàu tên lửa cỡ nhỏ                          |          | "Ingushetia"               | Lớp Buyan    | 630     | 8/2014  | 6/2019  | 12/2019              | Đang hoạt động |
| Tàu tên lửa cỡ nhỏ                          |          | "Grayvoron"                | Lớp Buyan    | 600     | 4/2015  | 4/2020  | 1/2001               | Đang hoạt động |
| Tàu tên lửa cỡ nhỏ                          |          | "Askold"                   | Lớp Karakurt |         | 11/2016 | 9/2021  |                      | Đang sửa chữa  |
| Tàu tên lửa cỡ nhỏ                          |          | "Tucha"                    | Lớp Karakurt | 626     | 2/2019  | 6/2023  | 12/2024              | Đang hoạt động |
| Sư đoàn tàu tên lửa Sulina số 295           |          |                            |              |         |         |         |                      |                |
| Tàu tên lửa                                 |          | "R-60"                     | Lớp Molniya  | 955     | 12/1985 | 12/1986 | 12/1987              | Đang hoạt động |
| Tàu tên lửa                                 |          | "R-239 Naberezhnye Chelny" | Lớp Molniya  | 953     | 10/1987 | 12/1988 | 9/1989               | Đang hoạt động |

#### Lữ đoàn 68 tàu bảo vệ khu vực biển (Sevastopol)
| Loại tàu                      | Hình ảnh | Tên                   | Lớp            | Số hiệu | Đặt ky | Hạ thủy | Năm đưa vào biên chế | Tình trạng     |
| ----------------------------- | -------- | --------------------- | -------------- | ------- | ------ | ------- | -------------------- | -------------- |
| Sư đoàn tàu chống ngầm số 400 |          |                       |                |         |        |         |                      |                |
| Tàu hộ tống chống ngầm nhỏ    |          | "Muromets"            | Lớp Grisha     | 064     | 3/1980 | 3/1982  | 12/1982              | Đang hoạt động |
| Tàu hộ tống chống ngầm nhỏ    |          | "Suzdalets"           | Lớp Grisha     | 071     | 8/1981 | 3/1983  | 10/1983              | Đang hoạt động |
| Tàu hộ tống chống ngầm nhỏ    |          | "Kasimov"             | Lớp Grisha     | 055     | 2/1984 | 12/1985 | 10/1986              | Đang hoạt động |
| Tàu hộ tống chống ngầm nhỏ    |          | "Eysk"                | Lớp Grisha     | 054     | 3/1987 | 4/1989  | 12/1989              | Đang hoạt động |
| Sư đoàn Tàu quét mìn số 418   |          |                       |                |         |        |         |                      |                |
| Tàu quét mìn                  |          | "Ivan Golubets"       | Lớp Natya      | 911     |        |         | 11/1973              | Đang hoạt động |
| Tàu quét mìn                  |          | "Kovrovets"           | Lớp Natya      | 913     |        |         | 11/1974              | Đang hoạt động |
| Tàu quét mìn                  |          | "Ivan Antonov"        | Lớp Alexandrit | 601     | 1/2017 | 4/2018  | 1/2019               | Đang hoạt động |
| Tàu quét mìn                  |          | "Vladimir Yemelyanov" | Lớp Alexandrit | 659     | 4/2017 | 5/2019  | 12/2019              | Đang hoạt động |
| Tàu quét mìn                  |          | "Georgiy Kurbatov"    | Lớp Alexandrit | 631     | 4/2015 | 9/2020  | 8/2021               | Đang hoạt động |

#### Lữ đoàn 184 tàu bảo vệ khu vực biển (Novorossiysk)
| Loại tàu                      | Hình ảnh | Tên                      | Lớp               | Số hiệu | Đặt ky  | Hạ thủy | Năm đưa vào biên chế | Tình trạng                  |
| ----------------------------- | -------- | ------------------------ | ----------------- | ------- | ------- | ------- | -------------------- | --------------------------- |
| Sư đoàn tàu chống ngầm số 181 |          |                          |                   |         |         |         |                      |                             |
| Tàu hộ tống                   |          | "Vasily Bykov"           | Đề án 22160       | 368     | 2/2014  | 8/2017  | 12/2018              | Đang hoạt động              |
| Tàu hộ tống                   |          | "Dmitry Rogachev"        | Đề án 22160       | 375     | 7/2014  | 4/2018  | 6/2019               | Đang hoạt động              |
| Tàu hộ tống                   |          | "Pavel Derzhavin"        | Đề án 22160       | 363     | 2/2016  | 2/2019  | 11/2020              | Có thể đang sửa chữa        |
| Tàu hộ tống                   |          | "Sergey Kotov"           | Đề án 22160       | 383     | 5/2016  | 1/2021  | 7/2022               | Bị đánh chìm                |
| Tàu hộ tống                   |          | "Viktor Đại đế"          | Đề án 22160       |         | 11/2016 | 5/2024  | 2025                 | Đang thử nghiệm tại nhà máy |
| Tàu hộ tống                   |          | "Nikolai Sipyagin"       | Đề án 22160       |         | 1/2018  | 2005    | 2026                 | Chuẩn bị ra mắt             |
| Sư đoàn tàu quét mìn số 170   |          |                          |                   |         |         |         |                      |                             |
| Tàu quét mìn                  |          | "Anatoly Zheleznyakov"   | Lớp Gorya         | 901     | 2/1985  | 7/1986  | 12/1988              | Đang sửa chữa               |
| Tàu quét mìn                  |          | "Valentin Pikul"         | Lớp Natya         | 770     | 1990    | 5/2000  | 1/2001               | Đang hoạt động              |
| Tàu quét mìn                  |          | "Phó Đô đốc Zakharyin"   | Lớp Natya         | 908     | 1990    | 5/2006  | 11/2008              | Đang hoạt động              |
| Tàu chống phá hoại            |          | "P-191 Kadet"            | Lớp Grachonok     | 840     | 5/2010  | 7/2011  | 10/2011              | Đang hoạt động              |
| Tàu chống phá hoại            |          | "P-349 Suvorovets"       | Lớp Grachonok     | 841     | 5/2011  | 6/2012  | 11/2012              | Đang hoạt động              |
| Tàu chống phá hoại            |          | "P-350 Kursant Kirovets" | Lớp Grachonok     | 842     | 5/2012  | 4/2013  | 8/2013               | Đang hoạt động              |
| Tàu chống phá hoại            |          | "P-355 Yunarmeets Kryma" | Lớp Grachonok     | 836     | 5/2013  | 5/2014  | 3/2015               | Đang hoạt động              |
| Tàu chống phá hoại            |          | "P-424 Kinel"            | Lớp Grachonok     | 837     | 7/2013  | 5/2014  | 10/2014              | Đang hoạt động              |
| Tàu chống phá hoại            |          | "P-433 Pavel Silaev"     | Lớp Grachonok     | 844     | 1/2015  | 5/2017  | 9/2017               | Đang hoạt động              |
| Tàu đổ bộ                     |          | "D-144"                  | Lớp Serna         | 575     |         |         | 2/2008               | Đang hoạt động              |
| Tàu đổ bộ                     |          | "D-199"                  | Lớp Serna         | 544     |         | 6/2012  | 8/2014               | Đang hoạt động              |
| Tàu đổ bộ                     |          | "D-106"                  | Lớp Ondatra       | 543     |         | 9/2009  | 10/2009              | Đang hoạt động              |
| Tàu đổ bộ và vận tải          |          | "D-296"                  | Đề án 02510 BK-16 | 677     | 2/2014  | 11/2014 | 6/2015               | Đang hoạt động              |
| Tàu đổ bộ và vận tải          |          | "D-309"                  | Đề án 02510 BK-16 | 655     | 11/2017 | 4/2018  | 7/2018               | Đang hoạt động              |

#### Sư đoàn tàu cứu hộ khẩn cấp số 183 (Novorossiysk)
| Loại tàu       | Hình ảnh | Tên         | Lớp          | Số hiệu | Đặt ky | Hạ thủy | Năm đưa vào biên chế | Tình trạng     |
| -------------- | -------- | ----------- | ------------ | ------- | ------ | ------- | -------------------- | -------------- |
| Tàu lặn        |          | "VM-86"     | Đề án 522    |         |        |         | 1955                 | Đang hoạt động |
| Tàu lặn        |          | "VM-108"    | Đề án 522    |         |        |         | 1958                 | Đang hoạt động |
| Tàu chữa cháy  |          | "PZhK-58"   | Đề án 364    |         |        |         | 1958                 | Đang hoạt động |
| Tàu cứu hộ     |          | "SMK-2094"  | Đề án 23370  |         | 2013   | 6/2014  | 2015                 | Đang hoạt động |
| Tàu cứu hộ     |          | "RVC-764"   | Đề án 23040  |         | 2013   | 2013    | 2014                 | Đang hoạt động |
| Tàu cứu hộ     |          | "RVC-762"   | Đề án 23040  |         | 2013   | 2013    | 2014                 | Đang hoạt động |
| Tàu cứu hộ     |          | "RVC-767"   | Đề án 23040  |         | 2013   | 2013    | 2014                 | Đang hoạt động |
| Tàu cứu hộ     |          | "RVC-771"   | Đề án 23040  |         | 2013   | 2013    | 2014                 | Đang hoạt động |
| Tàu cứu hộ     |          | "RVC-1045"  | Đề án 23040  |         | 2014   | 2014    | 2015                 | Đang hoạt động |
| Tàu cứu hộ     |          | "Kommuna"   |              |         | 1912   | 11/1913 | 1915                 | Đang hoạt động |
| Tàu cứu hộ     |          | "Sayan"     | Đề án 05361  |         |        |         | 1983                 | Đang hoạt động |
| Tàu kéo cứu hộ |          | "SB-4"      | Đề án 733    |         |        |         | 1959                 | Đang hoạt động |
| Tàu kéo cứu hộ |          | "SB-Orion " | Đề án 733    |         |        |         | 1963                 | Đang hoạt động |
| Tàu chở khách  |          | "PSC-1321"  | Đề án SK-620 |         |        |         | 1982                 | Đang hoạt động |

#### Sư đoàn tàu trinh sát số 519
| Loại tàu                 | Hình ảnh | Tên          | Lớp             | Số hiệu | Đặt ky  | Hạ thủy | Năm đưa vào biên chế | Tình trạng     |
| ------------------------ | -------- | ------------ | --------------- | ------- | ------- | ------- | -------------------- | -------------- |
| Tàu trinh sát hạng trung |          | "Priazovye"  | Lớp Vishnya     | 437     | 4/1986  | 9/1986  | 6/1987               | Đang hoạt động |
| Tàu trinh sát hạng trung |          | "Ivan Khurs" | Lớp Yury Ivanov |         | 11/2013 | 5/2017  | 6/2018               | Đang hoạt động |
| Tàu trinh sát hạng trung |          | "Ekvator"    | Đề án 861       | 418     |         | 3/1968  | 10/1968              | Đang hoạt động |
| Tàu trinh sát hạng trung |          | "Kildin"     | Đề án 861       | 406     |         | 12/1969 | 5/1970               | Đang hoạt động |

#### Lữ đoàn tàu hỗ trợ Hải quân số 9
| Loại tàu               | Hình ảnh | Tên                  | Lớp          | Số hiệu | Đặt ky  | Hạ thủy | Năm đưa vào biên chế | Tình trạng     |
| ---------------------- | -------- | -------------------- | ------------ | ------- | ------- | ------- | -------------------- | -------------- |
| Tàu kéo                |          | "BUK-645"            | Đề án 1606   |         |         |         | 1988                 | Đang hoạt động |
| Tàu kéo                |          | "BUK-1746"           | Đề án 1606   |         |         |         | 1987                 | Đang hoạt động |
| Tàu chở dầu            |          | "Ivan Bubnov"        | Đề án 1559B  |         |         | 4/1974  | 7/1975               | Đang hoạt động |
| Tàu vận tải quân sự    |          | "Dvinitsa-50"        |              |         |         | 1985    | 2015                 | Đang hoạt động |
| Tàu vận tải quân sự    |          | "Vologda-50"         |              |         |         | 1985    | 2015                 | Đang hoạt động |
| Tàu vận tải quân sự    |          | "Ryabikov"           | Đề án 323V   |         | 1976    |         | 3/1979               | Đang hoạt động |
| Tàu bệnh viện          |          | "Yenisey"            | Lớp Ob       |         |         |         | 1/1981               | Đang hoạt động |
| Tàu hỗ trợ hậu cần     |          | "Vsevolod Bobrov"    | Đề án 23120  |         | 12/2013 | 11/2016 | 8/2021               | Đang hoạt động |
| Tàu thông tin liên lạc |          | "KSV-2155"           | Đề án 1388NZ |         |         |         | 2015                 | Đang hoạt động |
| Tàu thông tin liên lạc |          | "KSV-67"             | Đề án 1388NZ |         |         |         | 2015                 | Đang hoạt động |
| Tàu chở dầu            |          | "Phó Đô đốc Paromov" | Đề án 03182  |         | 9/2016  |         | 5/2021               | Đang hoạt động |
| Tàu chở dầu            |          | "VTN-73"             | Đề án 03180  |         |         | 1/2014  | 11/2014              | Đang hoạt động |

## Cơ cấu tổ chức Hạm đội Biển Đen

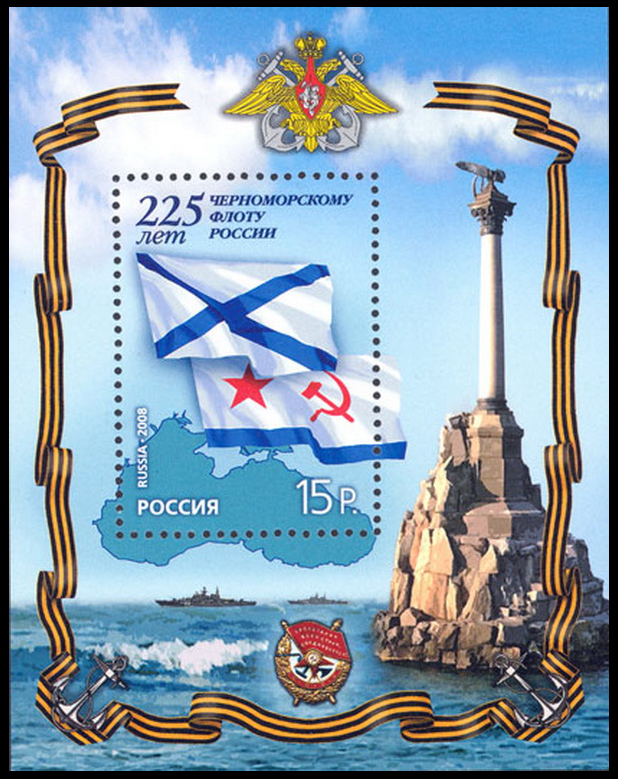
Khối tem bưu chính của Nga kỷ niệm 225 năm Hạm đội Biển Đen Nga, 2008.
(CFA [Công ty Cổ phần "Marka"] № 1229).

### Các đơn vị hải quân Hạm đội Biển Đen
- Sư đoàn tàu mặt nước số 30

- Lữ đoàn tàu chống ngầm số 11 (Sevastopol)
- Lữ đoàn tàu đổ bộ 197, đơn vị quân đội 72136 (Căn cứ hải quân Crimea)

- Lữ đoàn tàu tên lửa Nakhimov Sevastopol số 41, đơn vị quân đội 72165 (Căn cứ hải quân Crimea)

- Sư đoàn tàu tên lửa nhỏ số 166 (Sevastopol)
- Sư đoàn tàu tên lửa Sulina số 295 (Sevastopol)

- Lữ đoàn tàu ngầm độc lập Konstanz Huân chương Ushakov số 4, đơn vị quân đội 95200 (Novorossiysk)
- Lữ đoàn 68 tàu bảo vệ khu vực biển, đơn vị quân đội 26977 (Sevastopol)

- Sư đoàn tàu chống ngầm số 400
- Sư đoàn tàu quét mìn số 418

- Lữ đoàn 184 tàu bảo vệ khu vực biển (Novorossiysk)

- Sư đoàn tàu chống ngầm số 181
- Sư đoàn tàu quét mìn số 170

- Sư đoàn tàu cứu hộ khẩn cấp số 183 (Novorossiysk), đơn vị quân đội 76044
- Sư đoàn tàu trinh sát độc lập số 519 (Sevastopol)
- Lữ đoàn tàu hỗ trợ hải quân số 9, được chuyển đổi thành Đội tàu hỗ trợ số 205 (Sevastopol)
- Sư đoàn tàu thủy văn độc lập số 422
- Khu vực Hải quân Azov

### Không quân hải quân Hạm đội Biển Đen
- Trung đoàn không quân tấn công biển độc lập số 43 (sân bay Saki)
- Trung đoàn không quân hỗn hợp độc lập số 318 (khu vực Kacha)

### Lực lượng ven biển Hạm đội Biển Đen
- Lữ đoàn tên lửa và pháo bờ biển độc lập số 11, đơn vị quân số 00916 (khu vực Utash)
- Lữ đoàn tên lửa bờ biển Cận vệ số 15, đơn vị quân số 80365 (thành phố Sevastopol)
- Tiểu đoàn tên lửa bờ biển độc lập số 51 (thành phố Kaspiysk)
- Đội đặc nhiệm chống lực lượng và phương tiện phá hoại ngầm số 137, đơn vị quân số 72969 (thành phố Makhachkala)
- Đội đặc nhiệm chống lực lượng và phương tiện phá hoại ngầm số 136, đơn vị quân số 75976 (thành phố Novorossiysk)
- Lữ đoàn phòng thủ bờ biển độc lập số 126, đơn vị quân số 12676 (làng Perevalnoye, huyện Simferopol)
- Đội đặc nhiệm chống lực lượng và phương tiện phá hoại ngầm số 102, đơn vị quân số 27203 (thành phố Sevastopol)
- Điểm trinh sát hải quân số 338, đơn vị quân số 43071 (thành phố Sevastopol)
- Trung tâm tác chiến điện tử độc lập số 475, đơn vị quân số 60135 (thành phố Sevastopol)
- Lữ đoàn hậu cần kỹ thuật số 133, đơn vị quân số 73998 (thành phố Bakhchisaray)
- Trung đoàn công binh hải quân độc lập số 68, đơn vị quân số 86863 (thành phố Yevpatoria)
- Trung tâm thông tin liên lạc mang tên Cờ đỏ số 744, đơn vị quân số 40136 (thành phố Sevastopol)

### Khác
Các đơn vị trực thuộc Hạm đội Biển Đen bao gồm:
- Nhà hát Kịch Hạm đội Biển Đen mang tên B. A. Lavrenyov, được thành lập năm 1932.
- Đoàn ca múa Hạm đội Biển Đen.
- Dàn nhạc quân đội Hạm đội (trước đây là Dàn nhạc Bộ Tham mưu Hạm đội Biển Đen).
- Bảo tàng Lịch sử Quân sự Hạm đội Biển Đen.
- Cơ quan văn hóa chính: Nhà Sĩ quan Hạm đội Biển Đen.
- Cơ quan ngôn luận: Báo "Cờ Tổ quốc", được thành lập năm 1920.
- Cơ sở y tế chính: Bệnh viện Quân y Hải quân số 1472 mang tên Viện sĩ N. I. Pirogov thuộc Hạm đội Biển Đen.
- Các khu nghỉ dưỡng Hạm đội:

- Yalta
- Divnomorskoye

## Hoạt động

### Chiến tranh Nam Ossetia 2008
Vào tháng 8 năm 2008, các tàu Hạm đội Biển Đen đã tham gia vào cuộc chiến tranh ở Gruzia gần bờ biển Abkhazia. Các tàu tham gia bao gồm: tàu tuần dương mang tên lửa "Moskva", tàu hộ tống "Smetlivy", các tàu đổ bộ lớn "Tsezar Kunikov", "Saratov", "Azov" và "Yamal", các tàu chống ngầm nhỏ "Kasimov", "Muromets", "Aleksandrovets", "Yeysk" và "Suzdalets", tàu tên lửa đệm khí "Samum", tàu tên lửa nhỏ "Mirazh", tàu trinh sát nhỏ "Ekvator", và các tàu rà phá thủy lôi "Phó đô đốc Zhukov" và "Turbinist".
Ngày 10 tháng 8 năm 2008, một nhóm tàu Nga bao gồm tàu đổ bộ lớn "Tsezar Kunikov" (soái hạm), tàu đổ bộ lớn "Saratov", tàu tên lửa nhỏ "Mirazh" và tàu chống ngầm nhỏ "Suzdalets" đã tham gia một trận hải chiến với bốn (theo một số nguồn là năm) tàu tuần tra Gruzia. Trong trận chiến này, "Mirazh" đã đánh chìm một tàu đối phương (bằng tên lửa chống hạm "Malakhit") và làm hư hại một tàu khác (bằng tên lửa phòng không "Osa").

### Nga sáp nhập Crimea
Từ ngày 3 đến ngày 27 tháng 3 năm 2014, các tàu thuộc Hạm đội Biển Đen đã tham gia vào việc phong tỏa Hải quân Ukraine tại hồ Donuzlav trong quá trình Nga sáp nhập Crimea. 13 tàu Ukraine tại Donuzlav đã chuyển sang dưới sự kiểm soát của Hải quân Nga, trong đó 10 tàu sau đó đã được trả lại cho Ukraine. Trong cuộc khủng hoảng Crimea, lực lượng bờ biển của Hạm đội cũng tham gia, với nhiệm vụ phong tỏa các đơn vị của Lực lượng Vũ trang Ukraine (VSU) đóng quân tại Crimea.

### Chiến dịch quân sự tại Syria
Kể từ khi Chiến dịch quân sự của Nga tại Syria bắt đầu vào ngày 30 tháng 9 năm 2015, các tàu và tàu chiến thuộc Hạm đội Biển Đen đã thực hiện nhiệm vụ trong thành phần của Lực lượng Đặc nhiệm Thường trực Hải quân Nga tại Địa Trung Hải. Nhiệm vụ này được thực hiện theo cơ chế luân phiên. Tại các thời điểm khác nhau, lực lượng này bao gồm từ 10 đến 15 tàu chiến và tàu hải quân.
Ngày 8 tháng 12 năm 2015, tàu ngầm chạy bằng động cơ diesel-điện "Rostov-na-Donu" đã tham gia vào các hoạt động chiến đấu. Từ vùng biển Địa Trung Hải, tàu này đã phóng tên lửa hành trình "Kalibr" từ vị trí ngầm dưới nước.

### Cuộc xâm lược của Nga vào Ukraine (2022)
Trong số các hoạt động hải quân, đáng chú ý là việc chiếm đảo Zmiinyi (Đảo Rắn), với sự tham gia của tàu tuần dương mang tên lửa "Moskva" và tàu hộ tống "Vasily Bykov".Ngày 24 tháng 3, tàu đổ bộ lớn "Saratov" đã bị chìm tại cảng Berdyansk.
Ngày 13 tháng 4, tàu tuần dương "Moskva" đã bị tấn công bởi hệ thống tên lửa "Neptune" của Ukraine tại vùng biển Đen. Vụ nổ kho đạn xảy ra do hỏa hoạn, khiến tàu bị hư hại nghiêm trọng và chìm trong quá trình được kéo đi.
Đầu tháng 5, một tàu đổ bộ thuộc đề án 11770 đã bị chìm gần đảo Zmiinyi sau khi bị tấn công bởi máy bay không người lái Bayraktar TB2.
Ngày 17 tháng 6, tàu kéo "Spasatel Vasily Bekh" đã bị Hải quân Ukraine đánh chìm gần đảo Zmiinyi.
Ngày 9 tháng 8, các vụ nổ tại sân bay "Saki" đã phá hủy từ 7 đến 11 máy bay Su-24 và Su-30.
Trong các cuộc giao tranh, Phó Tư lệnh Hạm đội Biển Đen, Đại tá Andrei Paliy, và chỉ huy tàu đổ bộ lớn "Tsezar Kunikov", Thuyền trưởng Alexander Chirva, đã thiệt mạng.